# Schloss Blois

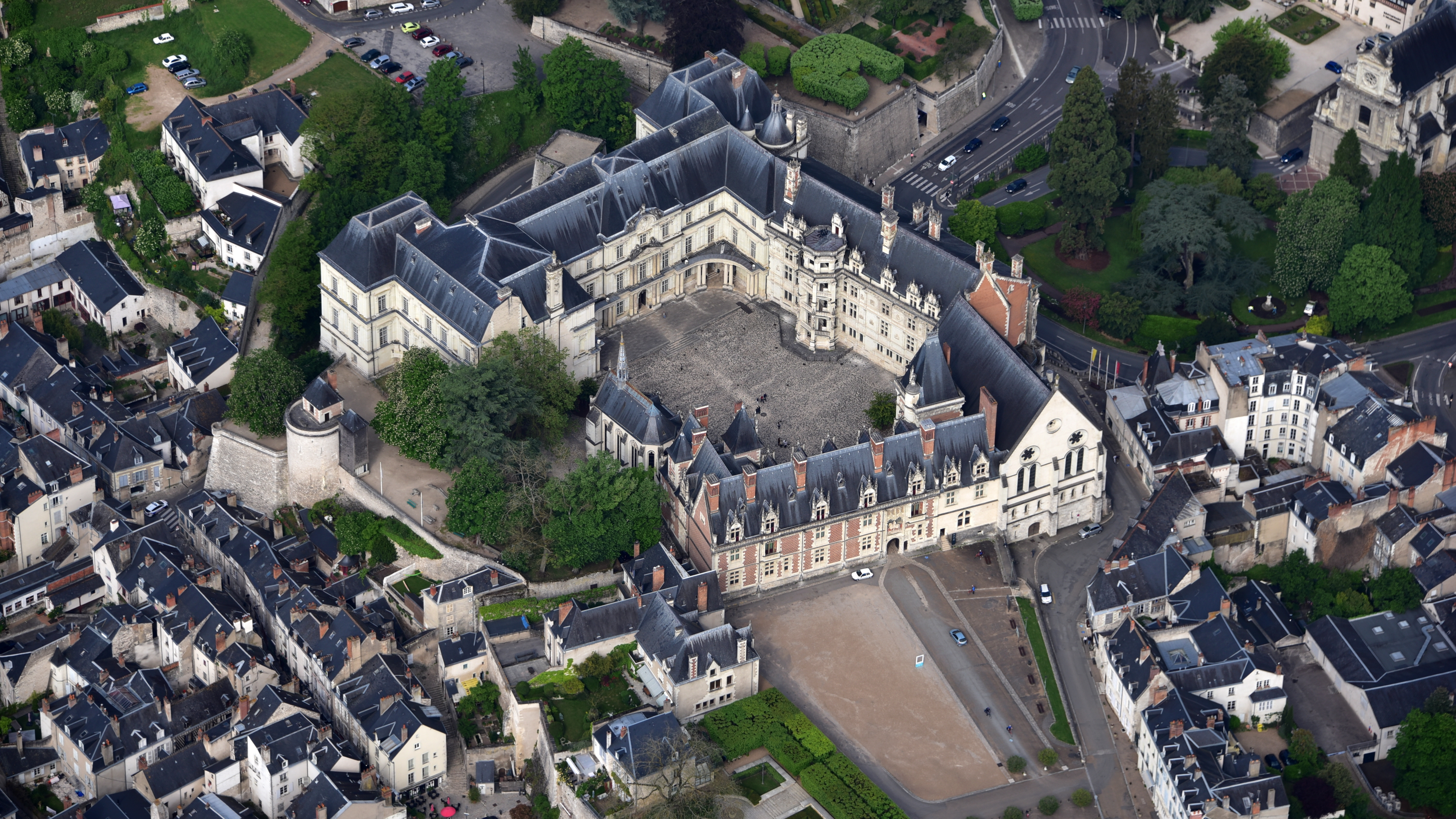
Schloss Blois, Luftaufnahme (2016)

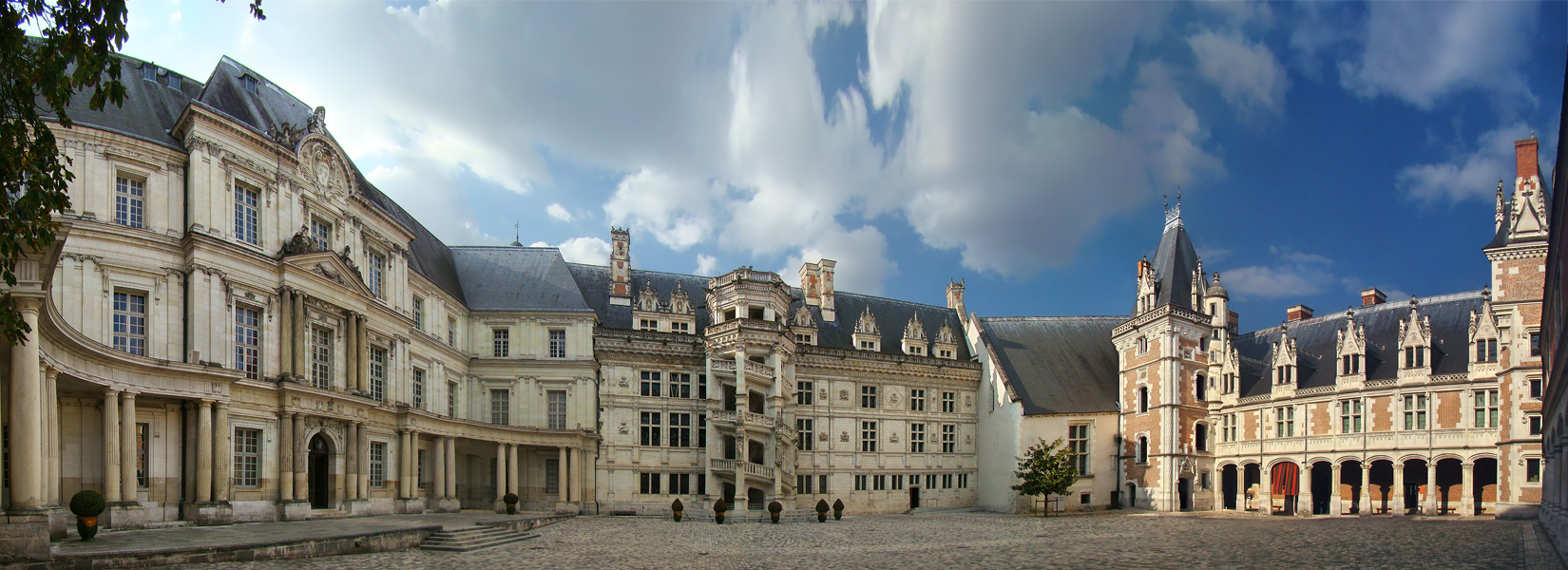
Panorama des Innenhofs von Schloss Blois: Flügel Gastons d’Orléans (links); Flügel Franz’ I. (Mitte), Flügel Ludwigs XII. (rechts)

Das Schloss Blois (französisch Château Royal de Blois) ist eines der Schlösser der Loire. Es steht auf einem Bergsporn am rechten Ufer der Loire in der französischen Stadt Blois im Département Loir-et-Cher. Weil es unter den französischen Herrscherhäusern Valois und Orléans von 1498 bis 1589 Residenz der französischen Könige war und Bauwerke aus vier Epochen in einer Anlage vereint, ist es eines der bekanntesten Loireschlösser.
Im 10. Jahrhundert von den Grafen von Blois als wehrhafter Turm auf einem Felsplateau erbaut, wurde es bis ins 13. Jahrhundert allmählich zu einer Burganlage erweitert. Der letzte Graf von Blois verkaufte diese Ende des 14. Jahrhunderts an die Herrscherdynastie der Valois.
Die Könige Ludwig XII. und Franz I. nutzten die Gebäude als ihre Hauptresidenz und ließen zahlreiche Umbauten und Erweiterungen vornehmen. Die letzten baulichen Veränderungen erfuhr das Schloss im 17. Jahrhundert nach Plänen des Architekten François Mansart, versank danach aber allmählich in der Bedeutungslosigkeit.
Nachdem die Gebäude während der Französischen Revolution geplündert und beschädigt worden waren, wurden sie ab 1845 umfassend restauriert. Das Schloss Blois war damit das erste Loire-Schloss, das nach der Revolution wiederhergestellt wurde und als Vorbild für die Restaurierung fast aller heute bekannten Schlösser des Loiretals diente, zum Beispiel Schloss Azay-le-Rideau, Schloss Chenonceau und Schloss Amboise. Seitdem wird es als Museum genutzt.

## Geschichte
Geschichte und Schicksal des Schlosses waren bis zur Französischen Revolution unzertrennlich erst mit der Grafschaft Blois und anschließend mit dem Herzogtum Orléans verbunden.

### Bewohner und Besitzer
Blois gehörte im 9. Jahrhundert zum Machtbereich der Robertiner und kam per Erbschaft im ersten Viertel des 10. Jahrhunderts an Thibaut l’Ancien, der erster Graf von Blois wurde. Dessen Sohn Thibaud I., le Tricheur genannt, legte den Grundstein für die Schlossanlage. Als Thibaud IV. von Blois 1152 starb, teilten seine beiden ältesten Söhne die Besitzungen ihres Vaters untereinander auf. Blois kam an Thibaud V., dessen Enkelin Marie die Grafschaft und den Wehrbau durch ihre Heirat 1226 in die Familie von Châtillon brachte.
Als Guy II. von Blois-Châtillon seinen einzigen Sohn und Erben verloren hatte, verkaufte er die Grafschaft Blois gemeinsam mit der Grafschaft Dunois 1391 für 200.000 französische Kronen an Louis de Valois, den Bruder König Karls VI. und späteren Herzog von Orléans.

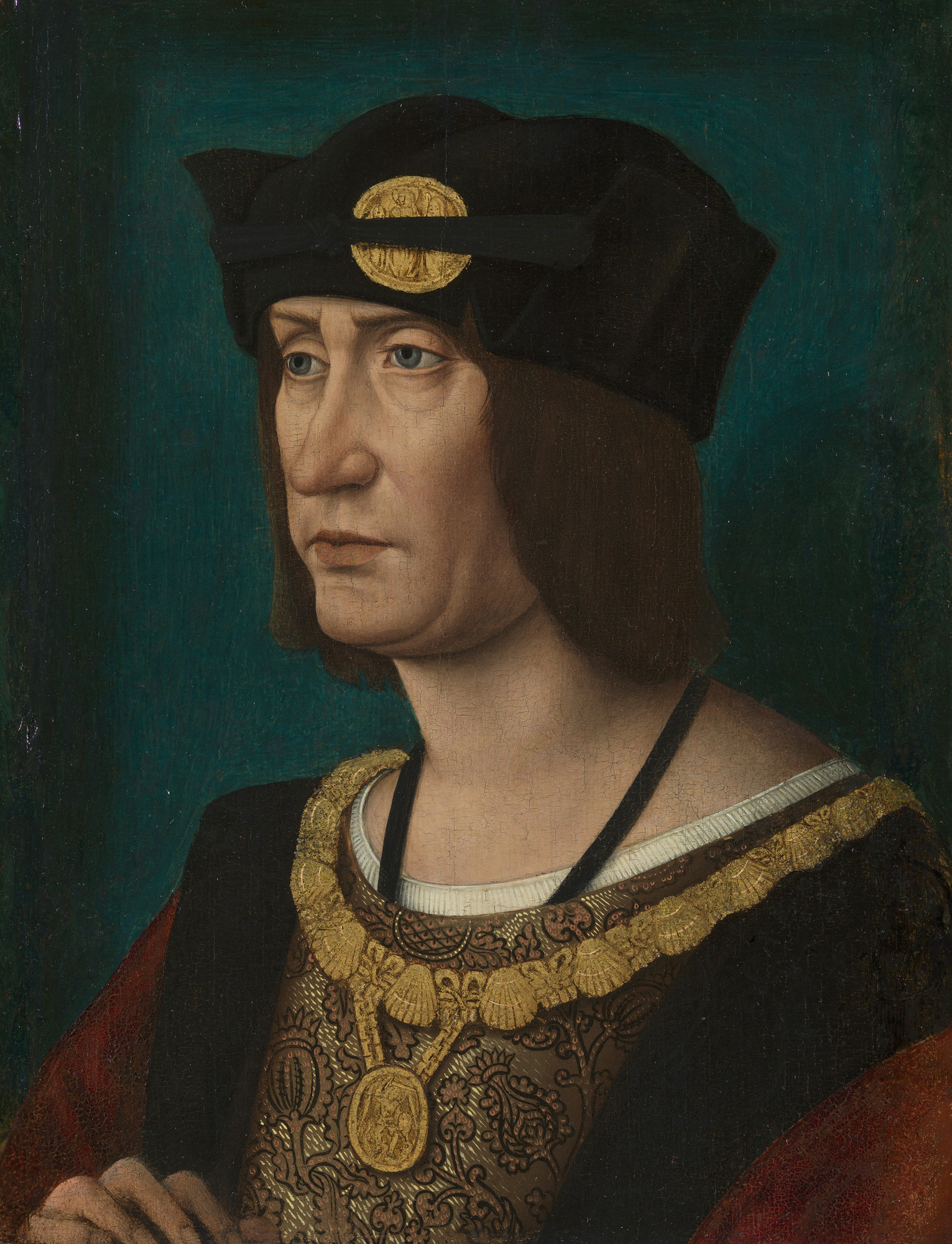
Ludwig XII. machte Blois zur Hauptstadt des französischen Königreichs. Porträtgemälde Jean Perréals in Windsor Castle, um 1500 entstanden.

Dessen Sohn Charles de Valois geriet 1415 bei der Schlacht von Azincourt in englische Gefangenschaft. Während seiner Abwesenheit wurde die Anlage von seinem Stiefbruder Jean de Dunois verwaltet, der von dort aus die Praguerie organisierte. Charles zog sich 1440 nach Blois zurück und machte das Schloss zu einem Zentrum der Poesie und der Intellektuellen. Sein Sohn Louis, seit 1465 Herzog von Orléans, wurde 1498 als Ludwig XII. König von Frankreich. Er wählte seine Geburtsstadt Blois als Hauptresidenz und machte sie damit zur Hauptstadt des französischen Königreichs.
Ludwig hinterließ das Schloss 1515 seinem Nachfolger Franz I., der es ebenfalls als Hauptresidenz nutzte, weil seine Frau Claude de France sehr an der Anlage hing. Nach ihrem Tod im Juli 1524 wählte Franz I. Schloss Fontainebleau als bevorzugten Aufenthaltsort und widmete sich der Gestaltung von Schloss Chambord. Blois wurde anschließend nur noch für kurzzeitige Aufenthalte und Feste des französischen Hofs genutzt. Pierre de Ronsard lernte hier im April 1545 während eines Balls seine spätere Muse Cassandre Salviati kennen. Vor allem während der Regentschaft Katharinas von Medici war das Schloss oft Veranstaltungsort für pompöse Feste und große Jagdgesellschaften.
Wenngleich nicht mehr Hauptresidenz der französischen Könige, so hielten sich diese trotzdem noch häufig im Schloss Blois auf. König Heinrich III. rief dort im Dezember 1576 sowie Oktober 1588 die Generalstände zusammen und ließ am 23. Dezember 1588 im Schloss seinen Rivalen Henri I. de Lorraine ermorden. Auch Ludwig XIII. stattete Blois 1616 gemeinsam mit seiner Frau Anne d’Autriche einen Besuch ab, ehe er seine Mutter Maria de’ Medici ab 1617 dorthin in die Verbannung schickte.
Die Anlage blieb in königlichem Besitz, bis Ludwig XIII. das Schloss und die Grafschaft Blois 1626 mitsamt dem Herzogtum Orléans seinem Bruder Gaston anlässlich dessen Heirat mit Marie de Bourbon schenkte. Der König tat dies nicht ohne eigennützige Hintergedanken; das Hochzeitsgeschenk war eher einer Art Exil gleichzusetzen, denn Ludwig XIII. entfernte auf diese Weise seinen intriganten Bruder vom Pariser Hof. Mit dem Tod Gastons 1660 endete die Ära des Schlosses als königliche Residenz endgültig. Lediglich Marie Casimire Louise de la Grange d’Arquien, Witwe des polnischen Königs Jan Sobieski, und Anna Jabłonowska, Mutter Stanislaus I. Leszczyńskis, nutzen die Anlage zeitweilig noch als Wohnsitz.
Ludwig XVI. plante, das Schloss abreißen zu lassen, und unterschrieb einen entsprechenden Befehl im Februar 1788. Bevor dieser jedoch ausgeführt werden konnte, fiel die Entscheidung, den Gebäudekomplex in eine Kaserne umzuwandeln, was die Anlage vor der Vernichtung bewahrte. Während der Französischen Revolution konfisziert, diente es noch bis in die Zeit des Empires als Kaserne und zeitweilig auch als Gefängnis für Kriegsgefangene. Anschließend stand der Abriss ein weiteres Mal zur Diskussion, ehe der Staat die Anlage am 10. August 1810 der Stadt Blois schenkte, die heute noch Eigentümerin ist.

### Baugeschichte

#### Die Anfänge

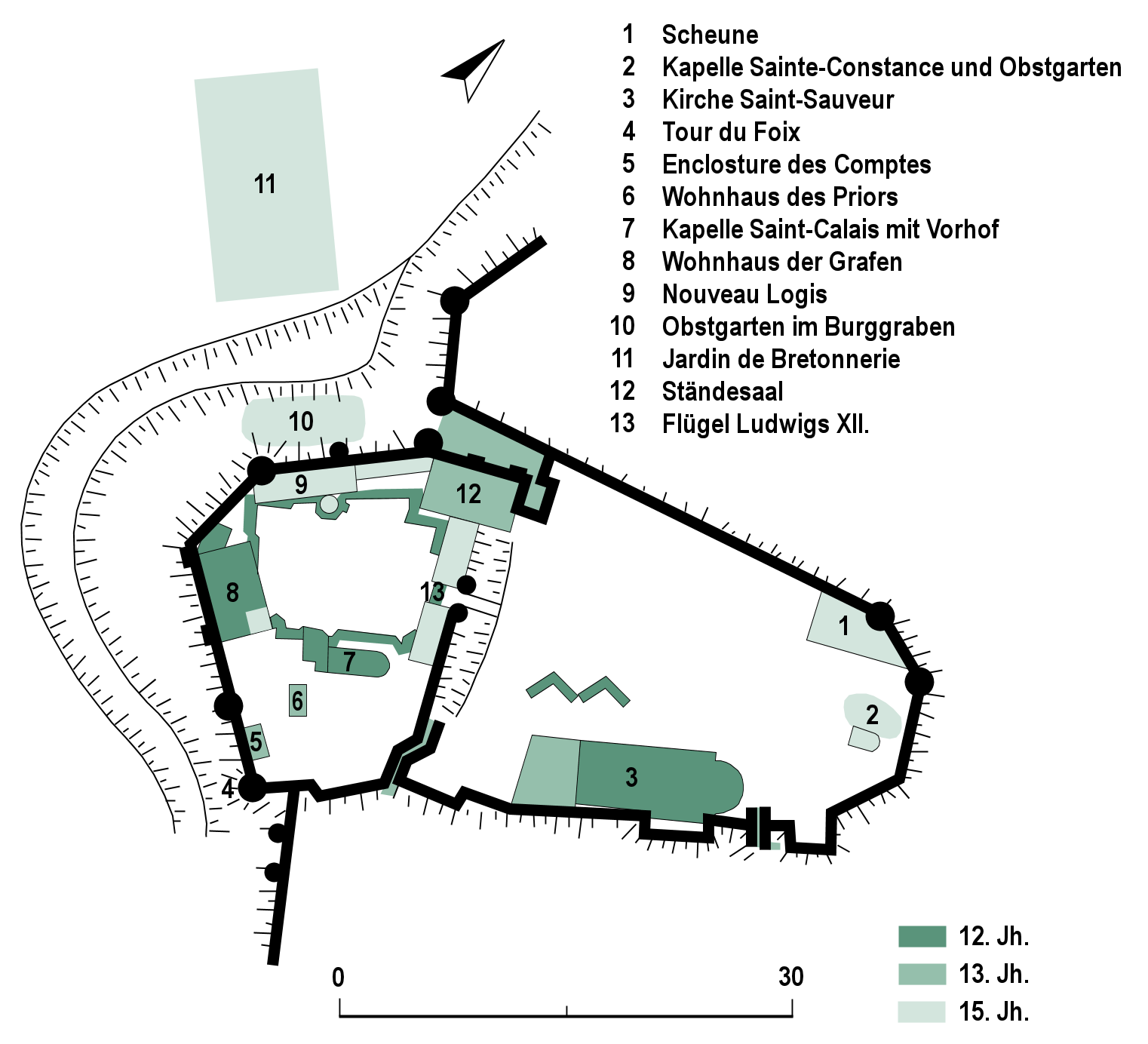
Grundriss der Burg während des Mittelalters

Schon in der Römerzeit war das heutige Stadtgebiet besiedelt. Obwohl ein „castrum“ (Blisum castrum) erst 854 nach der Eroberung und Zerstörung durch Wikinger urkundlich erwähnt wurde, ist sicher, dass der Schlossfelsen bereits in der Karolingerzeit wehrhaft bebaut war. Die zerstörte Befestigung wurde nach dem Wikinger-Überfall aber wieder aufgebaut.
Thibaud I. von Blois begann mit dem Bau eines ersten Wehrturms wahrscheinlich aus Stein, dessen genauer Standort jedoch unbekannt ist und unter dem heutigen Südwest-Flügel des Schlosses vermutet wird. Thibauds Enkel Eudes II. baute ihn um 1030 weiter aus. Ein Text aus dem Jahr 1080 beschreibt die Anlage als ein Wohnhaus mit einem freistehenden Turm, die von einer Ringmauer umgeben sind.
Bereits seit dem 9. Jahrhundert existierte eine kleine Kapelle auf der Anhöhe, die Saint-Calais genannt wurde. Ihr folgte 1122 der Bau der Kollegiatkirche Saint-Sauveur. Diese wurde im damaligen Vorburgareal errichtet und diente bis zu ihrem Abbruch im Jahr 1793 als Pfarrkirche der Burg. Jeanne d’Arc erhielt dort ihre vom Reimser Erzbischof Regnault de Chartres geweihte Standarte, ehe sie 1429 mit ihrem Heer nach Orléans zog, um die Stadt von der Herrschaft der Engländer zu befreien.
Thibaud VI. von Blois ließ um 1210 an der Nordecke des Schlosses ein Gebäude errichten, das den sogenannten Ständesaal beherbergte. Seinen Namen erhielt der Raum von den Generalständen, die dort 1576 und 1588 abgehalten wurden. Zuvor war er unter den Bezeichnungen Großer Saal (französisch Grande Salle) und Gerichtssaal (französisch Salle de la justice) bekannt.
Noch in der ersten Hälfte des 13. Jahrhunderts wurde die bestehende Anlage durch die Familie de Châtillon ausgebaut und stärker befestigt. Sie ließ eine 650 Meter lange, den gesamten Felssporn umfassende Ringmauer mit neun Rundtürmen und drei befestigten Toren errichten. Drei dieser Türme sind heute noch teilweise im Nordwest-Flügel des Schlosses erhalten, während der mächtige Tour du Foix immer noch am südlichen Rand des Schlossareals steht. Seine Schießscharten weisen darauf hin, dass er im Mittelalter dem Schutz der südwestlichen Ecke der Anlage und des benachbarten Tores diente, das mit Porte du Foix bezeichnet wurde. In seinem Inneren befand sich früher zudem eine heute nicht mehr erhaltene Poterne.

#### Hauptresidenz der französischen Könige

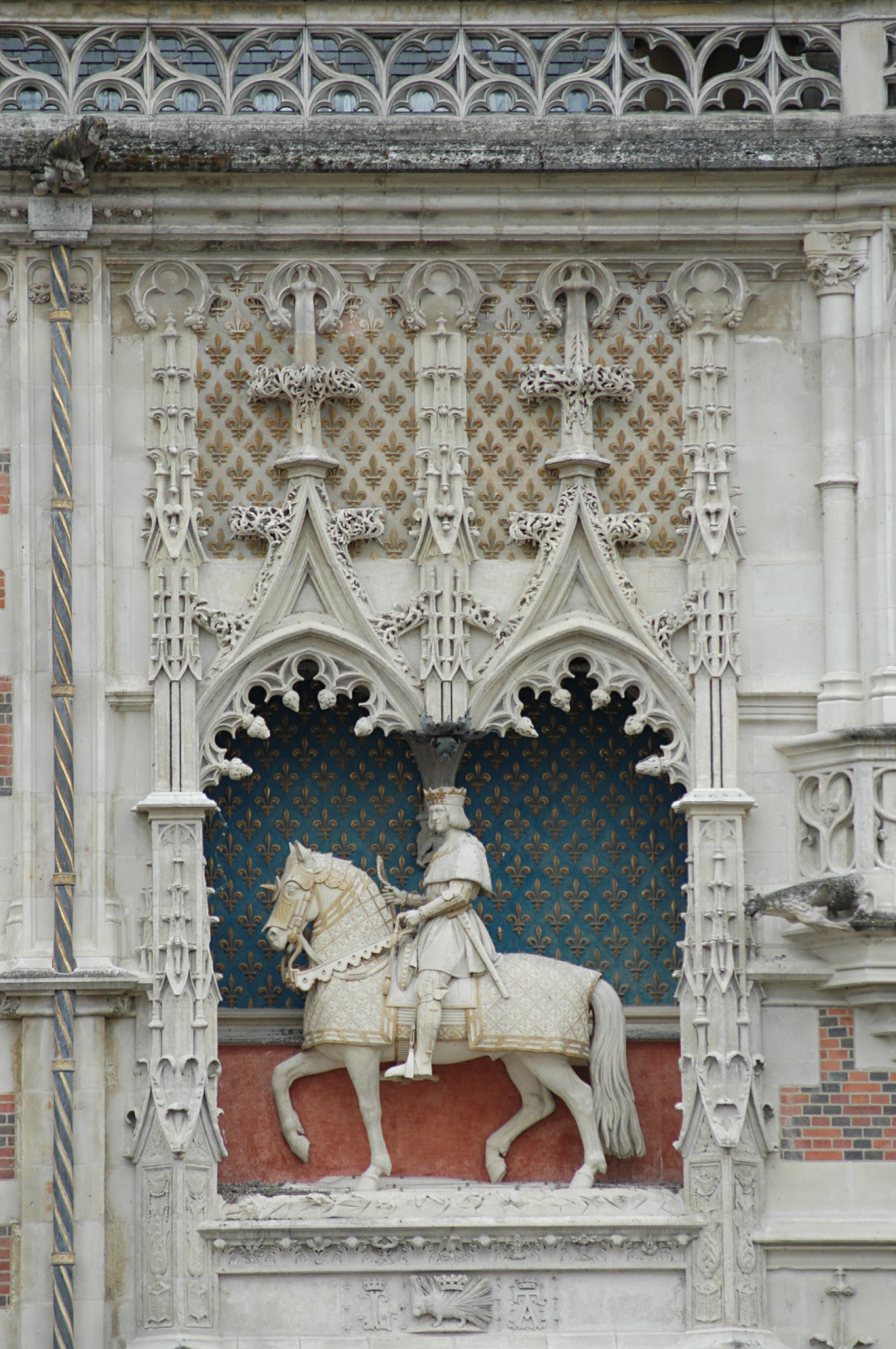
Das lebensgroße Reiterstandbild Ludwigs XII. über dem Portal wies ab 1502 den Erbauer des Eingangsflügels aus.

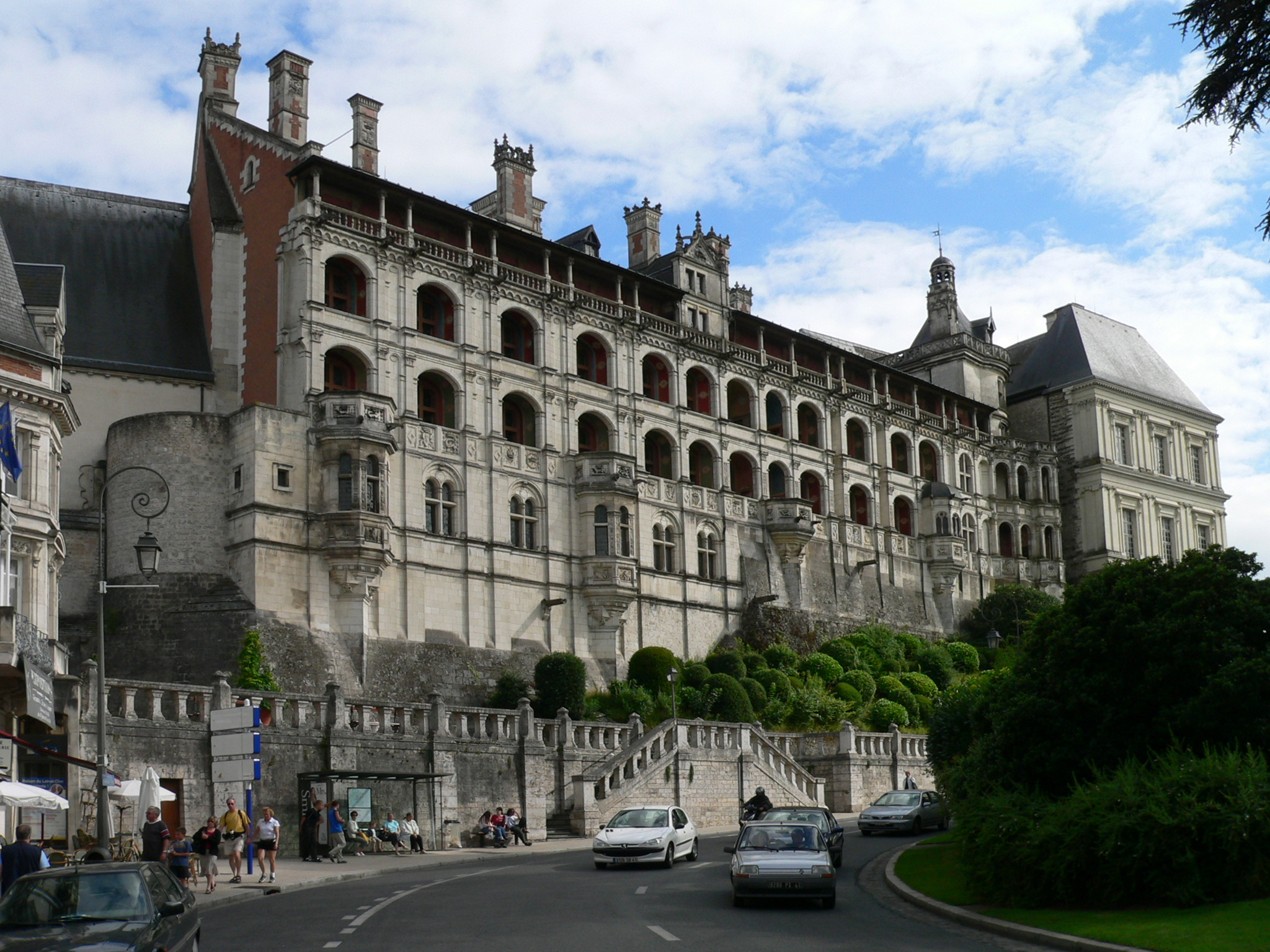
Italienisch inspirierte Loggienfassade des Schlosses am Flügel Franz’ I.

Nachdem Louis de Valois, späterer Herzog von Orléans, die Anlage 1391 erworben hatte, begann er mit ihrer Erneuerung. Zuerst ließ er den „großen Turm der Burg“ (französisch „grosse tour du chastel“) wiederherrichten. Louis’ Sohn Charles setzte die begonnenen Arbeiten ab 1440 fort und ließ dabei eine heute noch teilweise erhaltene Galerie und eine Treppe errichten. Die Um- und Ausbauarbeiten erfolgten höchstwahrscheinlich nach Entwürfen von Leonardo da Vinci. Architektonisch auffällig ist eine innere linksgewundene Wendeltreppe, deren Bauform und Konstruktion – nach Erklärungen von Theodor Cook – durch die Schneckenschale von Voluta vespertilio (Mittelmeer-Rollschnecke) inspiriert worden sein soll. Diese Interpretation wird auch durch die künstlerische Darstellung der äußeren Balustrade der Treppe  unterstützt, die dem äußeren Rand der Schale entspricht. Die Linksspirale wird dagegen dadurch interpretiert, dass da Vinci Linkshänder war.
Bei Charles’ Tod 1465 war die Erneuerung der Burg immer noch nicht vollständig abgeschlossen und wurde von seinem Sohn Louis auch nicht zu Ende geführt, denn dieser ließ die alte Burg stark umgestalten, nachdem er 1498 als Ludwig XII. den französischen Thron bestiegen hatte. Ludwig wählte seinen Geburtsort Blois zu seiner Hauptresidenz und benötigte somit einen Aufenthaltsort, der nicht nur ausreichend Komfort bot, sondern für einen König auch angemessen repräsentativ war. In der Zeit von 1498 bis Dezember 1501 wurde dazu ein neuer Gebäudeflügel mit Portal im Nordosten der Kernburg errichtet, der nach seinem Erbauer Flügel Ludwigs XII. genannt wird. Auf der Außenseite stand in einer Nische über dem Portal eine lebensgroße Reiterstatue des Königs, die dort 1502 ihren Platz fand und dem italienischen Bildhauer Guido Mazzoni zugeschrieben wird. Außerdem ließ Ludwig die alte Kapelle durch einen Neubau ersetzen, der am 19. November 1508 geweiht wurde. Die Südwest-Seite der Anlage bildete zu jener Zeit ein Gebäudekomplex, der Perche aux Bretons genannt wurde und auf Zeichnungen des französischen Architekten Jacques I. Androuet du Cerceaus von etwa 1575 zu sehen ist. Er ersetzte sehr wahrscheinlich die alten Burggebäude aus dem 11./12. Jahrhundert.
Wie zu jener Zeit die nordwestliche Seite der Anlage ausgesehen hat, ist aufgrund fehlender zeitgenössischer Darstellungen nicht nachvollziehbar. Fest steht lediglich, dass dort schon seit dem 15. Jahrhundert ein Gebäudeflügel existierte, der mit Nouveau Logis bezeichnet wurde.
Auch Ludwigs Nachfolger Franz I. nutzte die Burg in Blois zunächst als Hauptresidenz. Unter Einbezug der alten Ringmauer und deren Türme ließ er im Nordwesten der Anlage ab 1515 einen neuen Wohnflügel bauen. Dazu wurden an beiden Seiten der Ringmauer zwei Bauten errichtet und anschließend unter einem gemeinsamen Dach zu einem Gebäude zusammengefasst. Deshalb zieht sich heute noch in der Mitte des Flügels eine ungewöhnlich dicke Mauer über seine gesamte Länge und reicht bis zur obersten Etage. An der Außenseite erhielt das neue Gebäude eine von der italienischen Architektur inspirierte Schaufassade, die über ihre gesamte Breite mehrgeschossige Rundbogennischen besaß und einen guten Blick auf die damaligen Gartenanlagen bot. Sie ist heute unter der Bezeichnung Loggienfassade (französisch Façade des loges) bekannt. Erstmals in Frankreich verfolgte man damit eine Abkehr von wehrhafter Architektur zugunsten von repräsentativer Offenheit und damit den Übergang von der Burg zum Schlossbau.
Der Architekt dieses Renaissance-Flügels ist bis heute nicht genau bekannt, es wird jedoch Domenico da Cortona dahinter vermutet. Der leitende Maurermeister ist indes überliefert. Es handelte sich um Jacques Sourdeau, der auch in Amboise und Chambord tätig war. Franz’ Bauvorhaben wurde nie vollständig beendet, denn nach dem Tod seiner Frau Claude zog er 1524 nach Fontainebleau um, ohne dass die Arbeiten am Schloss Blois fortgeführt wurden. Das abrupte Ende der Bautätigkeiten zeigt sich unter anderem im Fehlen einiger Dekorelemente an den Fassaden des Baus.
Nach dem Weggang des Hofes wurden am Schloss kaum noch bauliche Veränderungen vorgenommen. Katharina von Medici ließ am Flügel Franz’ I. eine hofseitige Arkadengalerie mit dorischen Säulen errichten, die heute jedoch nicht mehr erhalten ist. Auch der einzige Giebel im Dachgeschoss der Loggienfassade ist auf sie zurückzuführen.

#### Letzter Umbau und Niedergang

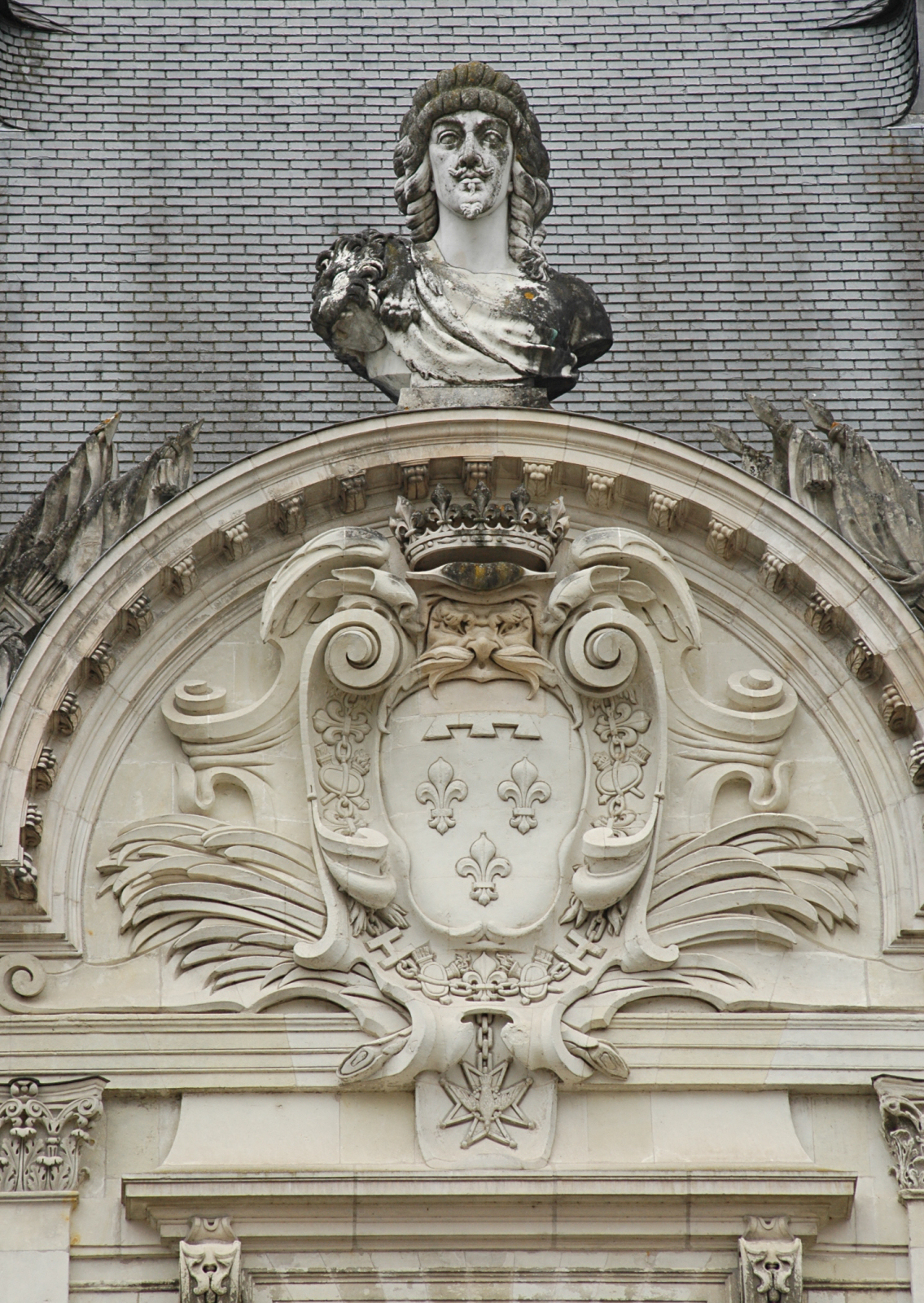
Eine Büste Gastons d’Orléans erinnert an seine Umbaupläne im 17. Jh.

Im 17. Jahrhundert plante Gaston d’Orléans als designierter Thronfolger, alle Schlossgebäude von Blois abzureißen und durch Neubauten im Stil des klassizistischen Barocks zu ersetzen. Die Entwürfe zu diesem Vorhaben stammten von dem französischen Architekten François Mansart, der einige dieser Neubauten bereits Heinrich IV. vorgeschlagen hatte. Von den umfassenden Plänen kam aber nur das Corps de Logis zur Ausführung, dessen Bau am 4. Januar 1635 begann und bis November 1638 andauerte. Dann musste Gaston die Bauarbeiten aus Geldnot beenden, denn nach der Geburt Ludwigs XIV. war seine Thronfolge unwahrscheinlich geworden, und der erste Minister des Königs, Richelieu, hatte ihm die finanzielle Unterstützung für sein Bauvorhaben gestrichen.
Um den Schlossflügel an der Südwest-Seite des Areals nach den Plänen Mansarts verwirklichen zu können, mussten nicht nur die alten Gebäude an dieser Seite niedergelegt werden, auch der westliche Teil des Flügels Franz’ I. und 1635 das Schiff der Kapelle Saint-Calais wurden dazu abgerissen. Da der Bau zu Lebzeiten Gastons nicht fertiggestellt wurde, logierte dieser im Flügel Franz’ I. und verbrachte seine Zeit unter anderem damit, in dem von ihm um 1640 erbauten Observatorium auf dem Dach des Tour du Foix astronomische Untersuchungen vorzunehmen.
1788 existierten unter Ludwig XVI. Pläne zum Abriss sämtlicher Schlossbauten, aber dann wurden die Gebäude in eine Kaserne umgewandelt. Diese Nutzung bewahrte sie zwar vor der endgültigen Zerstörung, es ging jedoch viel der architektonisch wertvollen Innenausstattung verloren, weil sie unabsichtlich zerstört oder mit Absicht entfernt wurde. Sogar die ehemalige Kapelle diente militärischen Zwecken.
Während der Französischen Revolution erging es der Anlage in Blois wie zahlreichen Schlössern in Frankreich. Sie wurde von Revolutionstruppen geplündert und stark beschädigt. Nahezu alle königlichen Wappen und Embleme des Steinschmucks wurden als Zeichen der Unterdrückung entfernt und 1792 auch die Reiterstatue über dem Schlossportal zerstört.

#### Restaurierungen

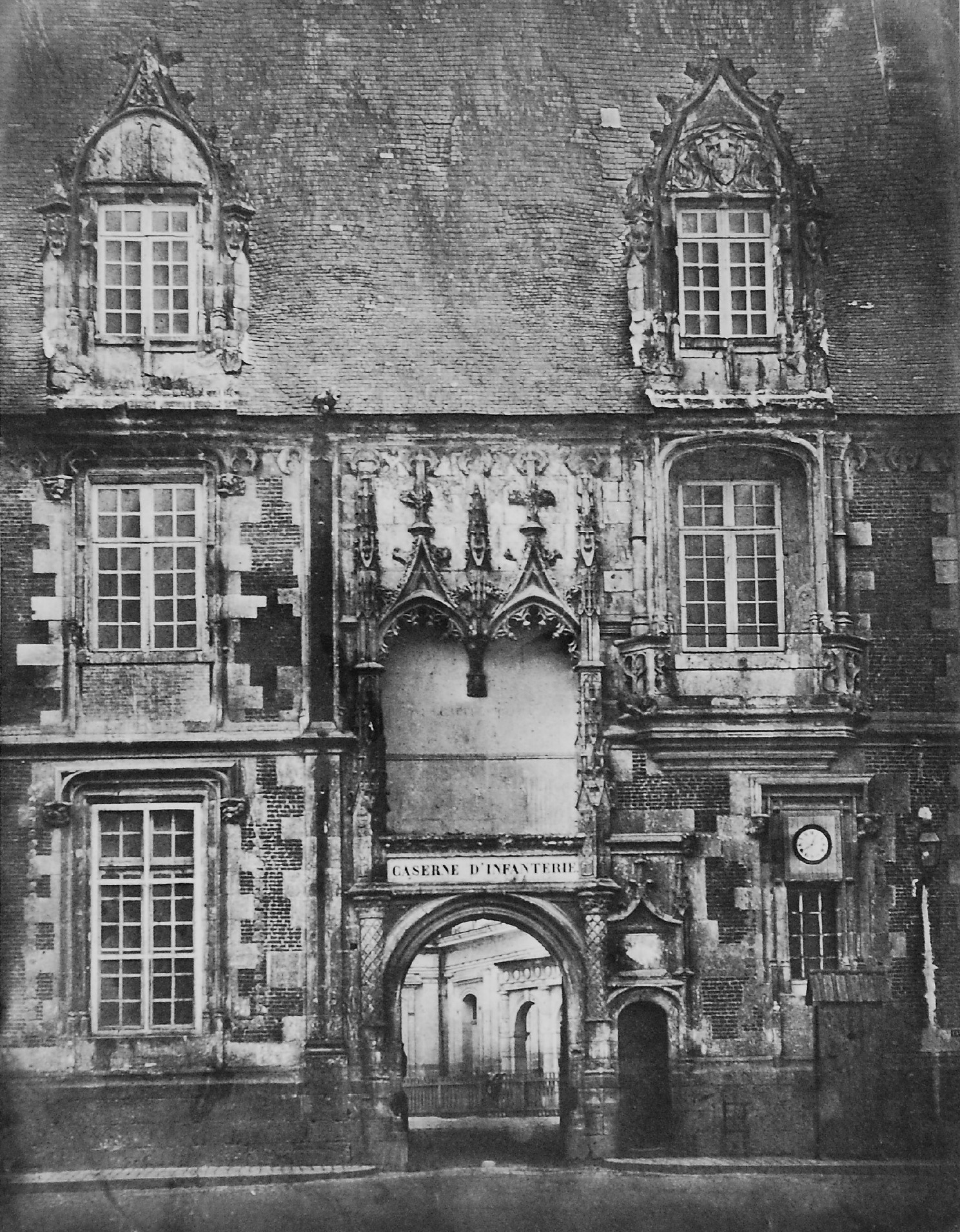
Das Schlossportal vor seiner Restaurierung; es fehlt das Reiterstandbild Ludwigs XII.

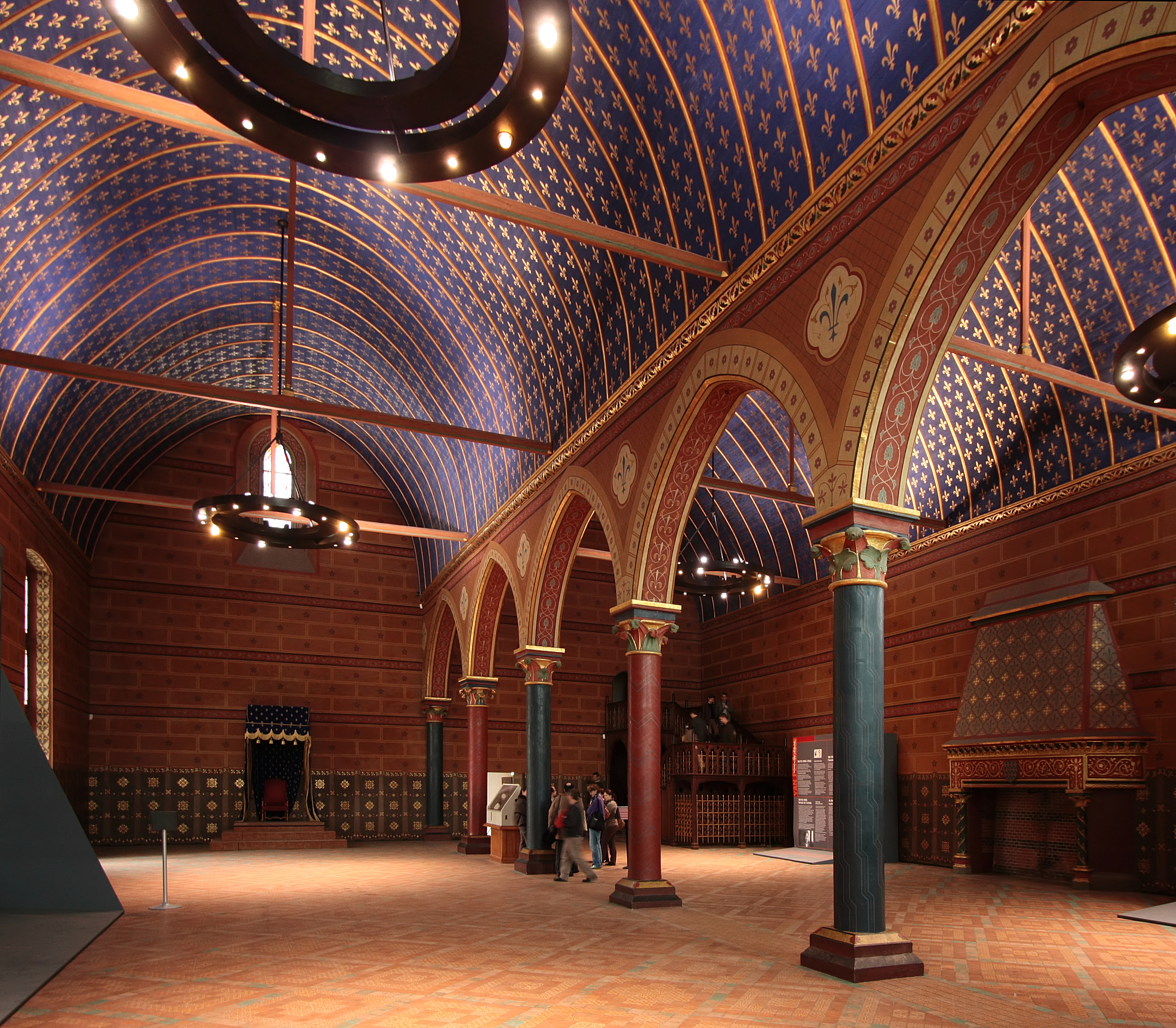
Das Aussehen des Ständesaals ist das Ergebnis von Restaurierungen in den 60er Jahren des 19. Jahrhunderts.

Nachdem der Staat die Anlage der Stadt Blois 1810 zum Geschenk gemacht hatte, wurde sie weiterhin als Kaserne genutzt. Während der Restauration öffnete man den Flügel Franz’ I. für Besucher und dachte über Nutzungsmöglichkeiten nach, die nicht militärischer Natur waren. Ihre Umsetzung scheiterte jedoch immer an fehlenden finanziellen Mitteln. Das Schloss befand sich in einem desolaten baulichen Zustand, und um die verschiedenen Nutzungsvorschläge realisieren zu können, mussten die Gebäude zuerst einmal umfassend saniert werden. 1840 wurde das Schloss unter Denkmalschutz gestellt. Auf Betreiben des Inspecteurs der neu gegründeten Commission des Monuments historiques, Prosper Mérimée, wurde gegen den Willen des französischen Kriegsministers Nicolas Jean-de-Dieu Soult im Juli 1844 beschlossen, den von Franz I. erbauten Renaissance-Flügel zu restaurieren. Mit den dazu nötigen Arbeiten wurde der Architekt Jacques Felix Duban beauftragt, der bereits durch die Restaurierung der Sainte-Chapelle in Paris von sich Reden gemacht hatte. Unterstützt wurde er dabei von Jules de La Morandière, einem Schüler Eugène Viollet-le-Ducs. Das Ergebnis der vom September 1845 bis Januar 1848 durchgeführten Restaurierung ist heute unter Architekturhistorikern nicht unumstritten, denn Duban stellte einen Bau- und Dekorationszustand her, der größtenteils nur exemplarisch von Befunden anderer Bauten abgeleitet wurde, für das Schloss Blois aber nicht nachgewiesen war. So wurde bei den Arbeiten zum Beispiel die dekorative Gliederung der Hoffassade stark verändert. Weitere Restaurierungsarbeiten folgten dennoch. Unter Leitung Dubans wurde von 1852 bis 1855 der Flügel Ludwigs XII. restauriert und erhielt 1858 über dem Portal eine Kopie des Reiterstandbildes als Ersatz für das zerstörte Original. Es folgten von 1861 bis 1862 die Wiederherstellung des Ständesaals im Stil der Neorenaissance und in den Jahren 1867 bis 1868 die Instandsetzung der Kapelle.
Die Restaurierungsergebnisse beeindruckten die Verantwortlichen der Commission des Monuments historiques dermaßen, dass auch die Wiederherstellung anderer zerstörter Schlösser im Loiretal in Angriff genommen wurde. Blois war somit wegweisend für die Restaurierung der meisten heute noch erhaltenen Loire-Schlösser.
Nach dem Tod Felix Dubans 1871 wurde Jules de La Morandière mit der Fortsetzung der Restaurierung beauftragt. Ab 1880 begann er mit Arbeiten am Flügel Gastons d’Orléans nach Plänen, die noch von Duban stammten. De La Morandière wurde schon bald durch Anatole de Baudot ersetzt. Dieser beendete bis 1900 die Wiederherstellung des klassizistischen Flügels und war auch für die Restaurierung des ersten Stockwerks im Flügel Franz’ I. verantwortlich. Die heutige Treppe im Gaston-Flügel stammt jedoch erst aus dem Jahr 1932.
Während des Zweiten Weltkriegs wurden die Schlossgebäude im Juni 1940 und August 1944 durch Bombentreffer beschädigt. Die Kapelle Saint-Calais traf es besonders schwer, denn ihre Buntglasfenster aus dem frühen 16. Jahrhundert wurden ebenso zerstört wie die durch den Duban-Schüler Charles Chauvin restaurierten Wandmalereien. Die übrigen Gebäude hatten ihre Dächer verloren, die erst ab 1977 ersetzt wurden. Unter der Leitung des Chefarchitekten der Caisse nationale des monuments historiques et des sites, Patrick Ponsot, folgten schließlich ab 1980 Instandsetzungsarbeiten, bei denen unter anderem Innenmalereien aufgefrischt und Böden im Flügel Franz’ I. ersetzt sowie der Innenhof des Schlosses gepflastert wurden.

### Gartenanlagen

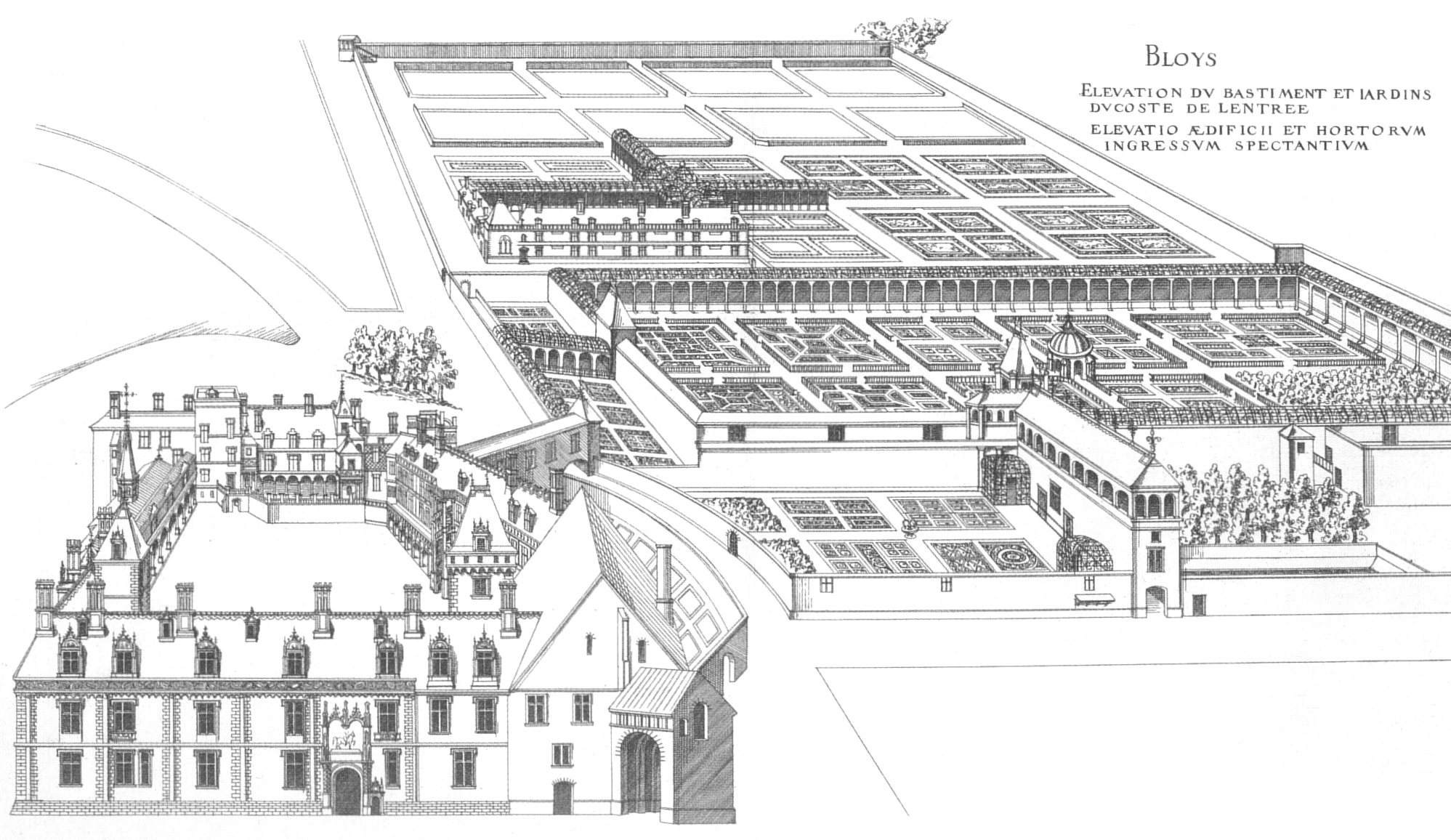
Schloss Blois mit seinen Gärten auf einem Stich Jacques Androuet du Cerceaus, um 1575

Die ersten Gärten in Blois entstanden im 15. Jahrhundert unter Ludwig XII. Neben einem kleinen Obstgarten im Vorburgareal ließ er im Burggraben einen Obst- und Gemüsegarten anlegen, der Vergers des fossées genannt wurde. Nordwestlich davon entstand wahrscheinlich um 1470 außerhalb der Burggräben ein Ziergarten mit dem Namen Jardin de Bretonnerie. Diesen Garten ließ Ludwig XII. nach Plänen des Landschaftsarchitekten Pacello da Mercogliano, den sein königlicher Vorgänger Karl VIII. aus Italien mitgebracht hatte, erweitern. Eigens dazu kaufte er 1499 Gelände, das westlich des Jardin de Bretonnerie lag.
Der neue Garten wurde auf zwei großen Terrassen angelegt, die etwas oberhalb des alten Ziergartens lagen. Die untere der beiden Terrassen wurde Garten der Königin (französisch Jardin de la Reine) genannt. Er bestand anfänglich aus vier regelmäßigen Parterren mit einem Pavillon in der Mitte, in dem sich ein 1503 aufgestellter Springbrunnen aus Marmor befand. An drei Außenseiten des Gartens standen Laubengänge. An der Ostseite der Terrasse ließ Ludwig bis 1506 am Ende eines solchen Laubengangs ein Gebäude errichten, dessen Gewölbekeller einen Ausgang zum niedriger gelegenen Jardin de Bretonnerie bot. Die architektonischen Ähnlichkeiten zum Flügel Ludwigs XII. im Schloss resultieren daraus, dass dieses Gebäude von den gleichen Künstlern wie der Schlossflügel gestaltet wurde. Seit dem 19. Jahrhundert wird es Pavillon der Anne de Bretagne (französisch Pavillon d’Anne de Bretagne) genannt, es gibt jedoch bisher keinen Beweis, dass der Pavillon tatsächlich für seine Namensgeberin errichtet wurde.
Westlich des Gartens der Königin wurde anschließend auf einer wiederum höher gelegenen Terrasse der Garten des Königs (französisch Jardin du Roi) angelegt. Das dazu nötige Terrain erwarb Ludwig XII. 1505 und 1510. Der Garten des Königs wurde anscheinend als Gemüsegarten genutzt und besaß einen 30 Meter tiefen Brunnen, der über ein hydraulisches System Wasser zur Bewässerung aller Schlossgärten lieferte.
Erreichbar waren die drei Gartenterrassen über die sogenannte Hirschgalerie (französisch Galérie des cerfs), eine geschlossene Galerie, die vom Nouveau Logis aus über den Graben zu einem Eingangspavillon im Garten der Königin führte. Ihr Name resultierte aus unzähligen Geweihen von Hirschen, Elchen und Rentieren, die in dem Bau als Jagdtrophäen ausgestellt waren.
Unter Franz I. wurden die Gartenparterres verändert, ehe Heinrich IV. am 25. Juni 1598 den Befehl gab, im Garten eine 200 Meter lange Galerie mit einem mittleren und zwei Eckpavillons zu errichten. Unter der Leitung Arnauds de Saumery begannen deshalb noch im selben Jahr die entsprechenden Bauarbeiten. Bis 1602 war die Galerie samt Mittelpavillon fertiggestellt, die beiden geplanten Eckpavillons wurden jedoch nie realisiert. 1756 stürzte die Galerie – aufgrund ihres Erbauers auch Flügel Heinrichs IV. genannt – zum Teil ein. Ihre Reste wurden zehn Jahre später völlig niedergelegt.
Die Gärten wurden mitsamt den Gartengebäuden während der Französischen Revolution größtenteils zerstört und verschwanden in späteren Jahren durch Bautätigkeiten endgültig. Lediglich eine Orangerie und der Pavillon der Anne de Bretagne blieben erhalten. Letzterer wurde um 1890 von Anatole de Baudot restauriert.

## Architektur

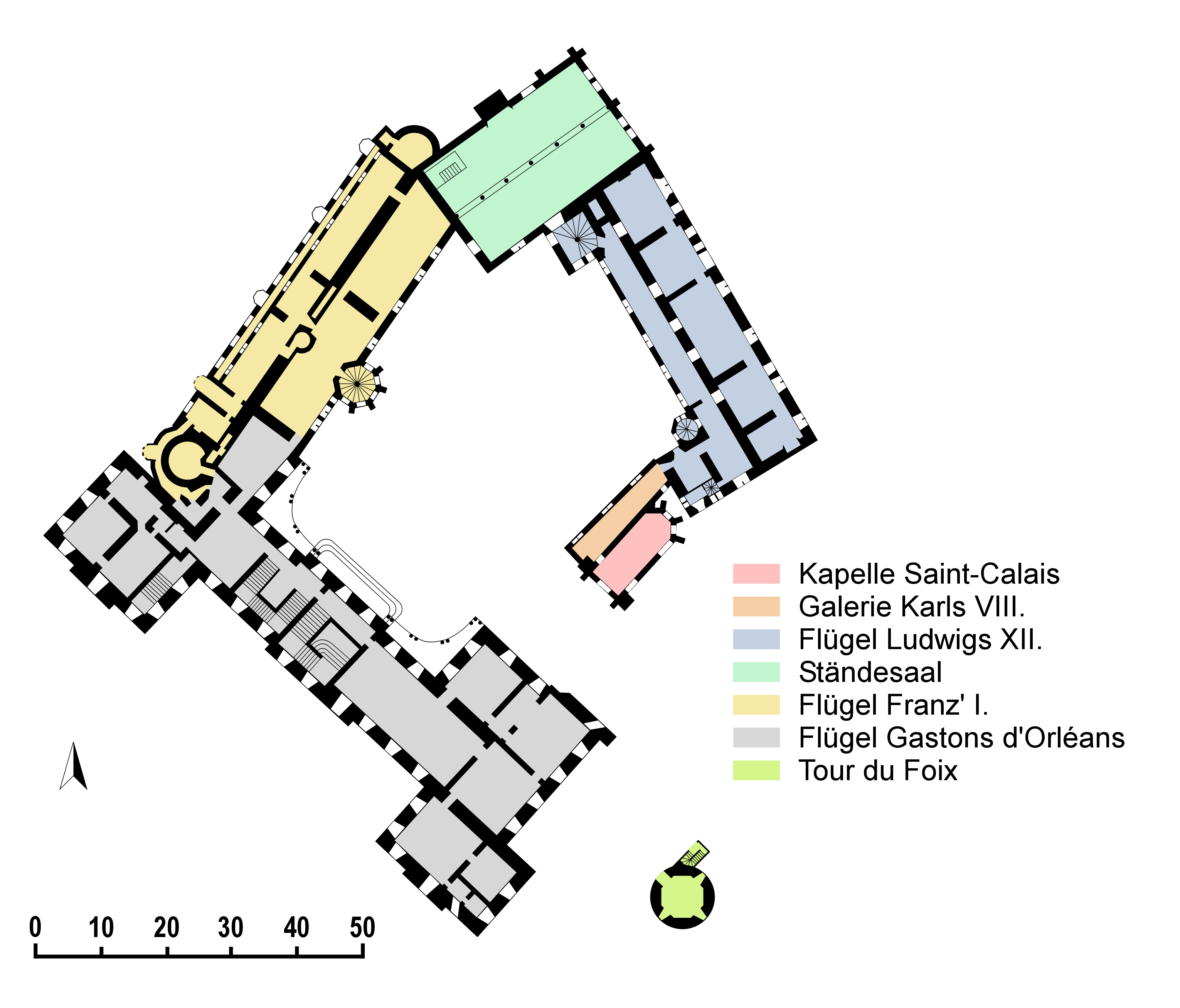
Grundriss des Schlosses

Das Schloss Blois steht, umgeben von der Stadt, am Ende eines Felsenvorsprungs, dessen Plateau an drei Seiten steil abfällt. Die vierte, nordöstliche Seite der Anlage war früher durch einen Halsgraben geschützt und ist seit jeher diejenige Seite, von der aus die Gebäude über eine Vorburg betreten werden können. Die Vorburggebäude sind heutzutage nicht mehr existent, aber der Platz östlich des Schlosses, der Place du château (deutsch: Schlossplatz), besitzt immer noch den Grundriss und die Ausmaße des ehemaligen Vorburgareals.
Schloss Blois besteht heute aus Bauten, die ein unregelmäßiges Viereck bilden. Dessen Ecken sind – wie früher üblich – nach den Himmelsrichtungen ausgerichtet. Drei Gebäudeflügel sind nach ihren jeweiligen Erbauern benannt: Flügel Ludwigs XII., Flügel Franz’ I. und Flügel Gastons d’Orléans. An der vierten, zur Loire hin gelegenen Südostseite stehen eine Kapelle mit einer niedrigen Galerie und der sogenannte Tour du Foix.

### Südostseite

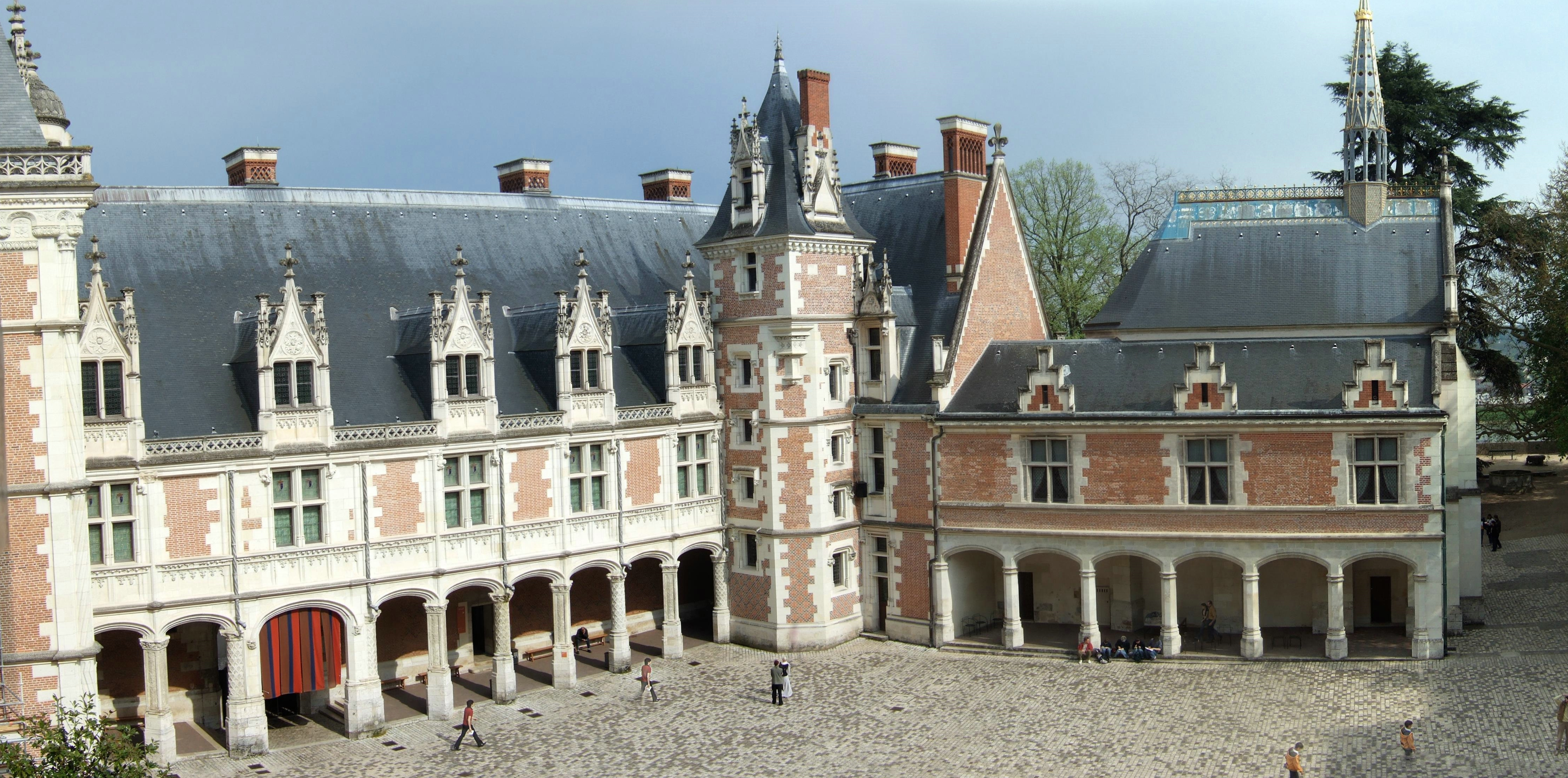
Rechts im Bild: die Galerie Karls VIII. mit der dahinter liegenden Schlosskapelle vom Flügel Franz’ I. gesehen; links schließt sich der Flügel Ludwigs XII. an.

Der Innenhof des Schlosses wird im Südosten durch die ebenerdige Galerie Karls VIII. und die dahinter liegende Kapelle Saint-Calais begrenzt. Der Erbauer der Galerie aus Naturstein konnte bis heute nicht eindeutig bestimmt werden. Sie wurde vermutlich von Karl VIII. etwa in der Mitte des 15. Jahrhunderts errichtet und ist deshalb nach ihm benannt. Sie war mit ihren schlichten, achteckigen Pfeilern, die flache Korbbögen tragen, wahrscheinlich Vorbild für die sehr ähnlichen Galerie im Schloss Fougères-sur-Bièvre. Im ersten Geschoss besitzt der Backsteinbau gotische Kreuzfenster auf einem profilierten, doppelten Gesims, die von Natursteinquadern gerahmt und im Dachgeschoss von Lukarnen mit Stufengiebeln bekrönt sind.
Es ist aber auch möglich, dass erst Karls Sohn Ludwig XII. die Galerie errichten ließ, denn er ist auch der Erbauer der sich daran anschließenden Kapelle. Von dieser existiert heute nur noch der dreijochige Chor mit bunten Glasfenstern von Max Ingrand aus dem Jahr 1957. Das etwa gleich lange einschiffige Langhaus wurde im 17. Jahrhundert abgebrochen.
An der Südecke des Kernburgareals steht der Tour du Foix, ein Rundturm vom Beginn des 13. Jahrhunderts, der ein Überrest der ehemaligen mittelalterlichen Ringmauer ist. Die Terrasse, auf der er steht, wurde nach ihm Terrasse du Foix benannt. Der einstige Eckturm besitzt drei Geschosse, die jeweils von einem einzigen großen, mit einer Kuppel überwölbten Raum eingenommen werden. Früher nur über eine Leiter zu einem Hocheingang betretbar, sind die Etagen heute durch eine Holztreppe aus dem 17. Jahrhundert erschlossen. Auf dem Dachplateau steht ein quadratischer Aufbau aus Backsteinen mit Eckquaderungen aus hellem Haustein, der als astronomisches Observatorium diente.

### Flügel Ludwigs XII.

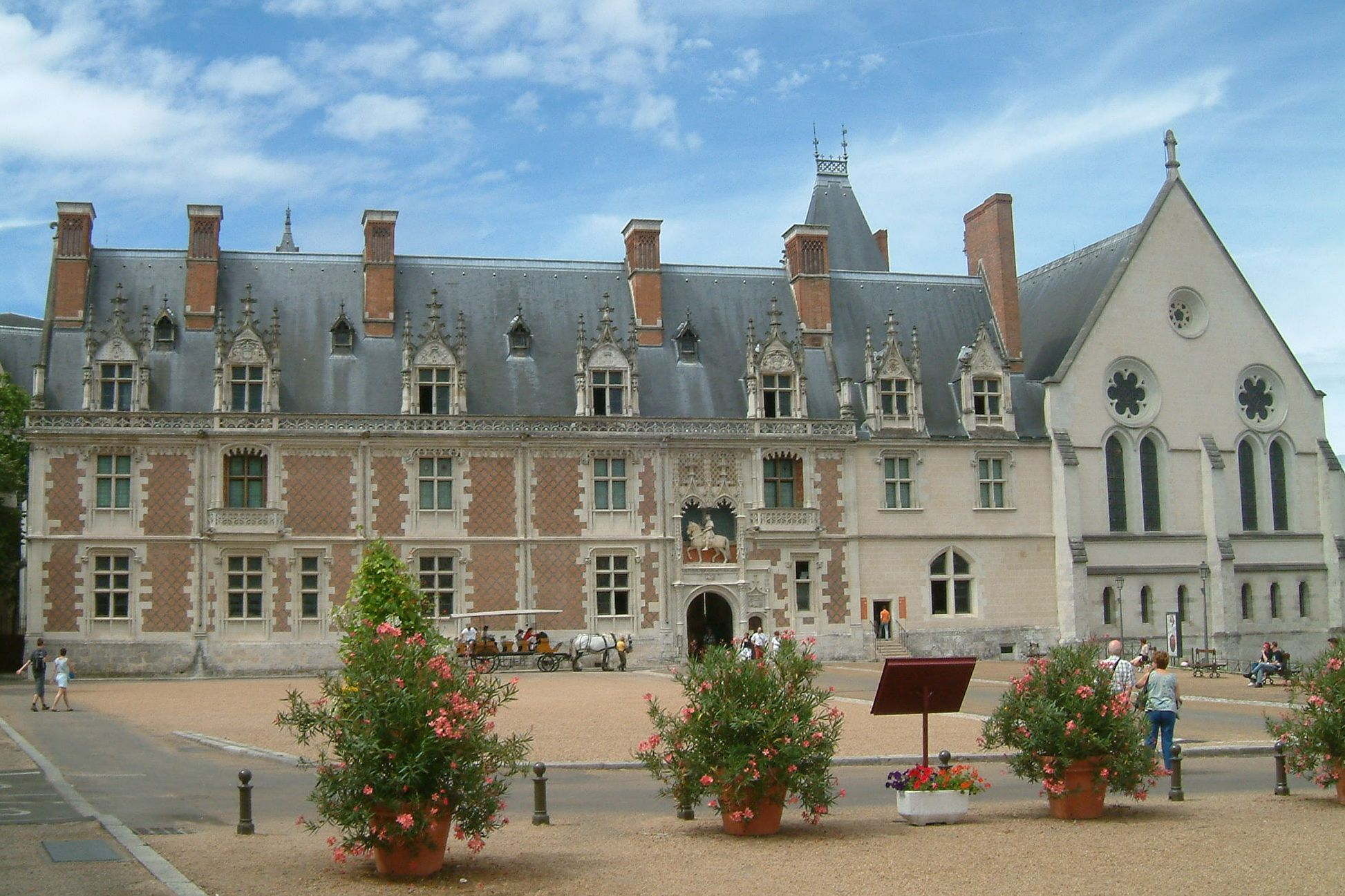
Außenseite des Flügels Ludwigs XII.

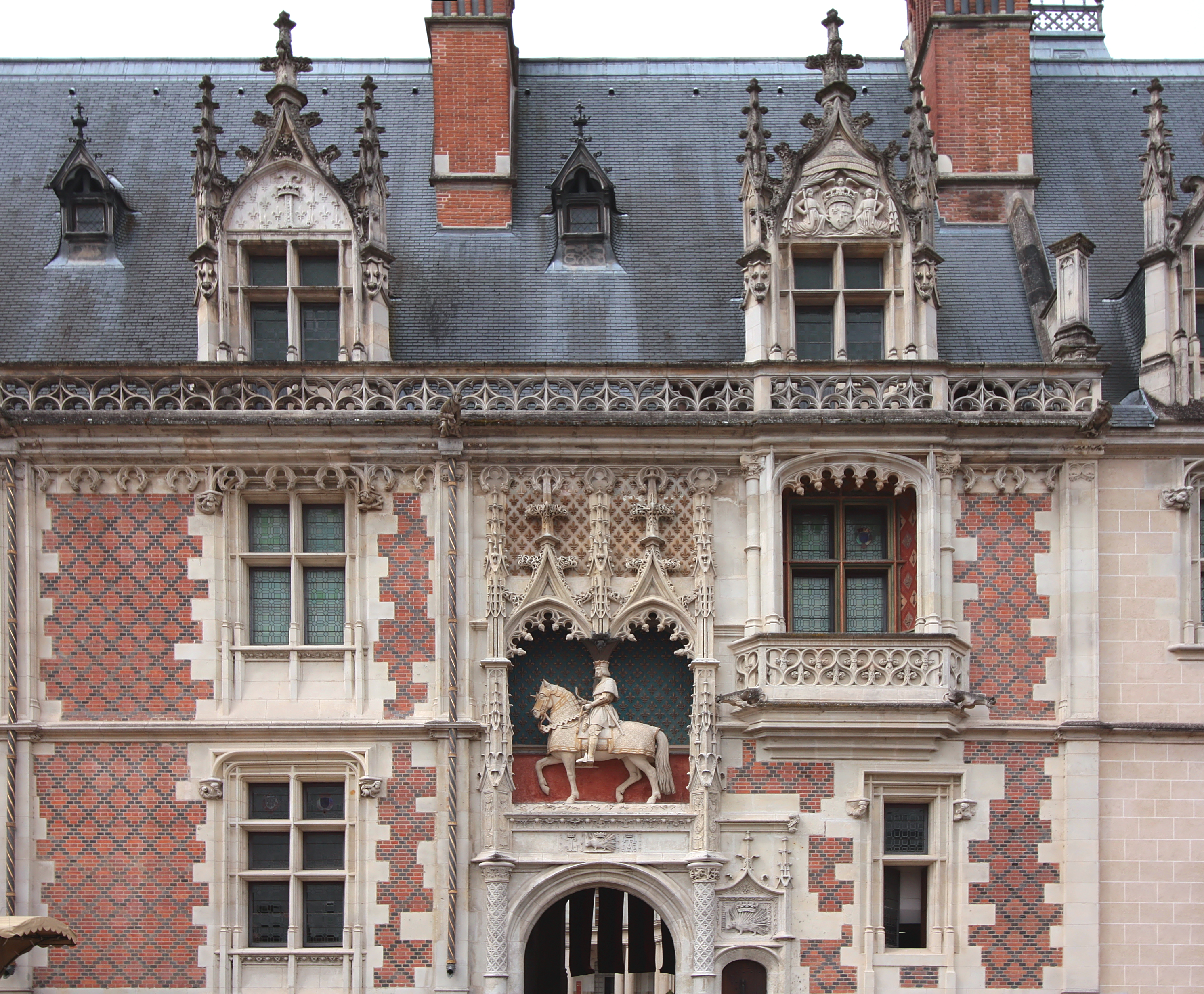
Der Fassadenschmuck verrät speziell an den Dachfenstern noch etwas vom Prunk des spätgotischen Flamboyant.

Der Eingang des Schlosses befindet sich im 1498–1503 errichteten spätgotischen Flügel Ludwigs XII., der aus rotem Ziegel und hellem Werkstein im Stil des Flamboyants errichtet wurde und schon erste Elemente im Stil der Renaissance aufweist.
An der Außenseite des zweigeschossigen Flügels steht über dem Rundbogenportal in einer Nische, die von zwei hochgotischen Bögen überspannt wird, ein lebensgroßes Reiterstandbild Ludwigs XII. Darunter befindet sich das Stachelschwein, umrahmt von den zwei bekrönten Initialen L und A für die Vornamen Ludwig und Anne. Sie ersetzen eine früher dort befindliche lateinische Inschrift. Die Statue ist eine Nachbildung des während der Französischen Revolution zerstörten Originals vom Beginn des 16. Jahrhunderts. Sie wurde 1857 von dem französischen Bildhauer Émile Seurre gefertigt. Im Obergeschoss des Flügels befinden sich zwei Balkone, welche die dahinter liegenden Räume als königliche Appartements kennzeichnen. Heute ist in dem Flügel das Musée des Beaux-Arts untergebracht.
Hofseitig befindet sich im Erdgeschoss das auffälligste Element dieses Gebäudetrakts, eine ebenerdige Galerie mit flachbogigen, gotischen Arkaden, die abwechselnd von einem Pfeiler und einer Säule getragen werden. Diese sind mit Schmuckformen der italienischen Renaissance verziert, zum Beispiel Pflanzenornamenten, Masken, Delphinen, Füllhörnern und kleinen Figuren. Die Galerie war eine Neuheit in der französischen Architektur dieser Zeit, denn durch sie war es erstmals möglich, die an die Galerie angebundenen Räume zu betreten, ohne dabei erst andere, benachbarte Räume durchschreiten zu müssen. Die Galerie wird an ihren beiden Enden von einem viergeschossigen, quadratischen Treppenturm mit Eckquaderungen und Horizontalgesimsen abgeschlossen. Die Ecken des größeren, nördlichen Turms sind als Rundsäulen gestaltet. Das Dachgeschoss besitzt Lukarnen, in deren außenseitigen Giebel sich das königliche Wappen und Ludwigs Initiale finden.
Der eindrucksvollste Raum in diesem ältesten Teil des Schlosses ist der Ständesaal aus dem frühen 13. Jahrhundert. Er ist der älteste profane gotische Saal in Frankreich. Hier gewährten die Grafen von Blois Audienzen, veranstalteten Feste und nahmen Ehrenbezeugungen entgegen. Der Saal misst 30 mal 18 Meter und ist wegen seiner Größe in zwei nebeneinander liegende Schiffe geteilt. Deren Dachstühle sind mit einer bemalten Täfelung in Form eines Tonnengewölbes verkleidet und werden durch eine Säulenreihe mit verbindenden spitzbogigen Arkaden getragen.

### Flügel Franz’ I.

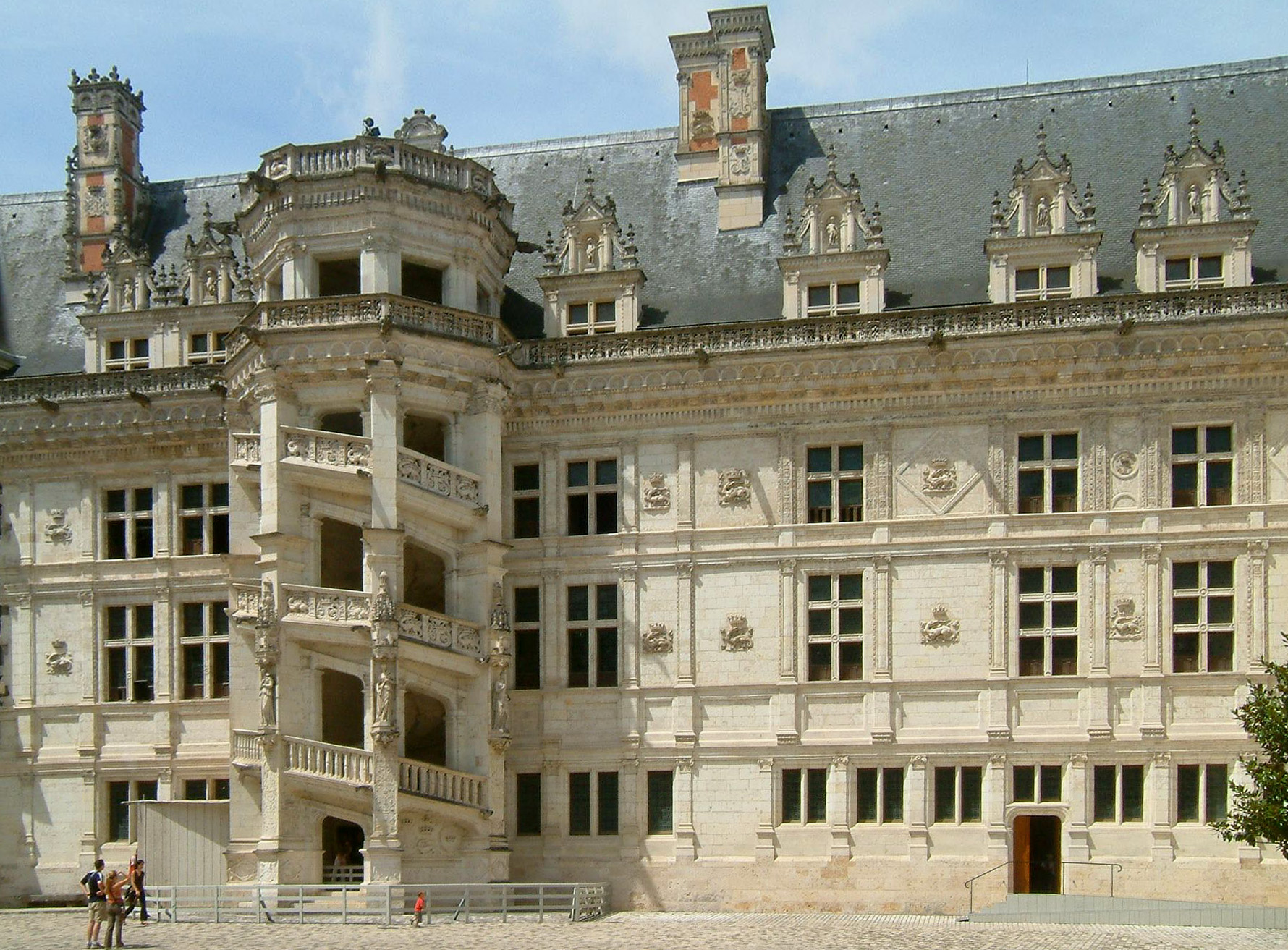
Flügel Franz’ I. mit dem offenen Wendelstein

Der dreigeschossige Renaissanceflügel Franz’ I. zeigt auf der Hofseite einen großen offenen Wendelstein, eines der letzten bedeutenden Exemplare eines außerhalb des eigentlichen Gebäudekorpus befindlichen Treppenhauses. Die Fassade wirkt durch die Position der Wendeltreppe asymmetrisch, denn durch den Abriss des westlichen Gebäudeteils steht der achteckige Treppenturm nicht mehr exakt in der Mitte der Mauer. Seine steinernen Balustraden in Form der Symbole Franz’ I. sind nicht die Handläufe der Treppe, wie es auf den ersten Blick scheint, sondern die Brüstungen von Balkonen, von denen Schauspiele im Schlosshof beobachtet werden konnten. Ebenso wie die Brüstungen sind die Eckpfeiler der Treppe innen und außen reich verziert und besitzen im unteren Bereich Nischen, in denen Statuen stehen. Diese sind wie das Reiterstandbild im Flügel Ludwigs XII. eine Kopie der Originale, die im 19. Jahrhundert von Émile Seurre angefertigt wurden. Ebenerdig finden sich in einer großen Nische links neben dem Treppeneingang die Initialen F und C (für Franz und Claude), die Franz’ Emblem – den Salamander – einrahmen.
Dieses Tiersymbol wiederholt sich vielfach in der Hoffassade des Flügels. Diese ist durch Pilaster und Friese in rechteckige Mauerfelder gegliedert, die in ihrer Mitte den Salamander als Relief aufweisen. Das zweite Stockwerk wird von einem Kordongesims mit einem filigranen, doppelten Rundbogenfries und darüber liegender Balustrade abgeschlossen. Diese stark italienisch inspirierten Architekturelemente sind einzigartig in Frankreich.
Auf der Gartenseite besticht der Flügel Franz’ I. durch seine Loggienfassade, die wahrscheinlich durch die von Donato Bramante gestalteten Loggien des Vatikans inspiriert wurden. Im Gegensatz zum äußeren Anschein und zum italienischen Vorbild befinden sich hinter den Pilastergerahmten Bögen jedoch keine durchgehenden Loggiengänge. Die Geschosse schließen an der Dachtraufe mit einem Bogenfries und einer darüber befindlichen Balustrade ab.

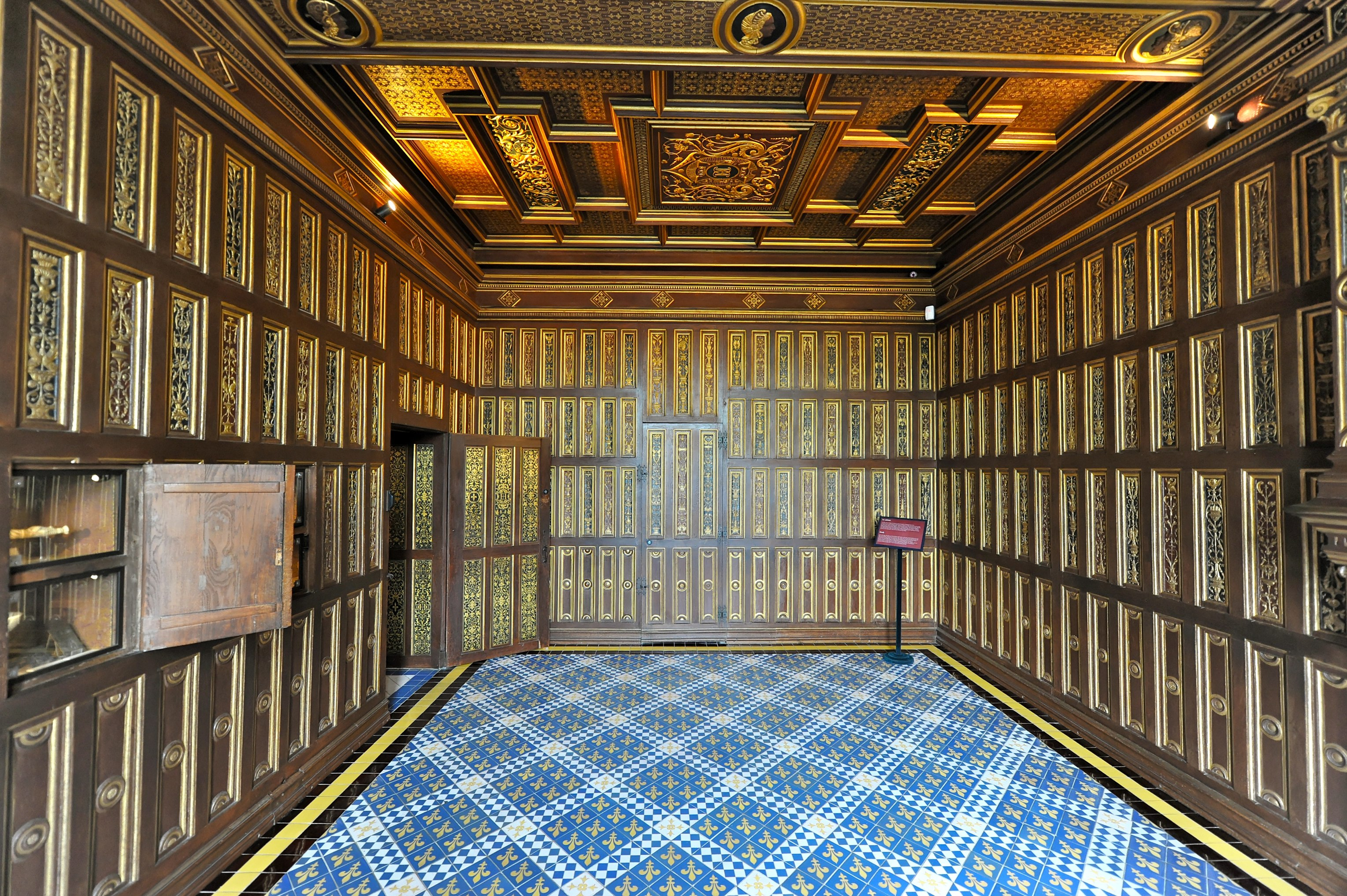
Das Kabinett der Königin mit seinen Geheimfächern

Der gesamte Schlossflügel ist auffallend üppig mit skulptiertem Dekor versehen. Sogar die Schornsteine sind von aufwändig gearbeitetem Steinschmuck bekrönt. Dieser ist jedoch eine Beigabe des 19. Jahrhunderts, denn Zeichnungen Jacques Androuet du Cerceaus aus dem dritten Viertel des 16. Jahrhunderts beweisen, dass dieses Dekor im 16. Jahrhundert noch nicht existierte.
Im Inneren des Erdgeschosses befanden sich die Küche und Wirtschaftsräume. Heute beheimatet es das Musée archéologique et Musée lapidaire. An der Raumaufteilung des Erdgeschosses lässt sich sehr gut ablesen, dass der Flügel am Ort einer alten Ringmauer errichtet wurde und diese in den neuen Bau mit einbezogen wurde. Deshalb finden sich im Flügel Franz’ I. die Mauern dreier Rundtürme aus der einstigen Ringmauer, die im 13. Jahrhundert errichtet wurden. Von einem dieser Türme ist sogar noch der Name überliefert: Tour de Châteaurenault.

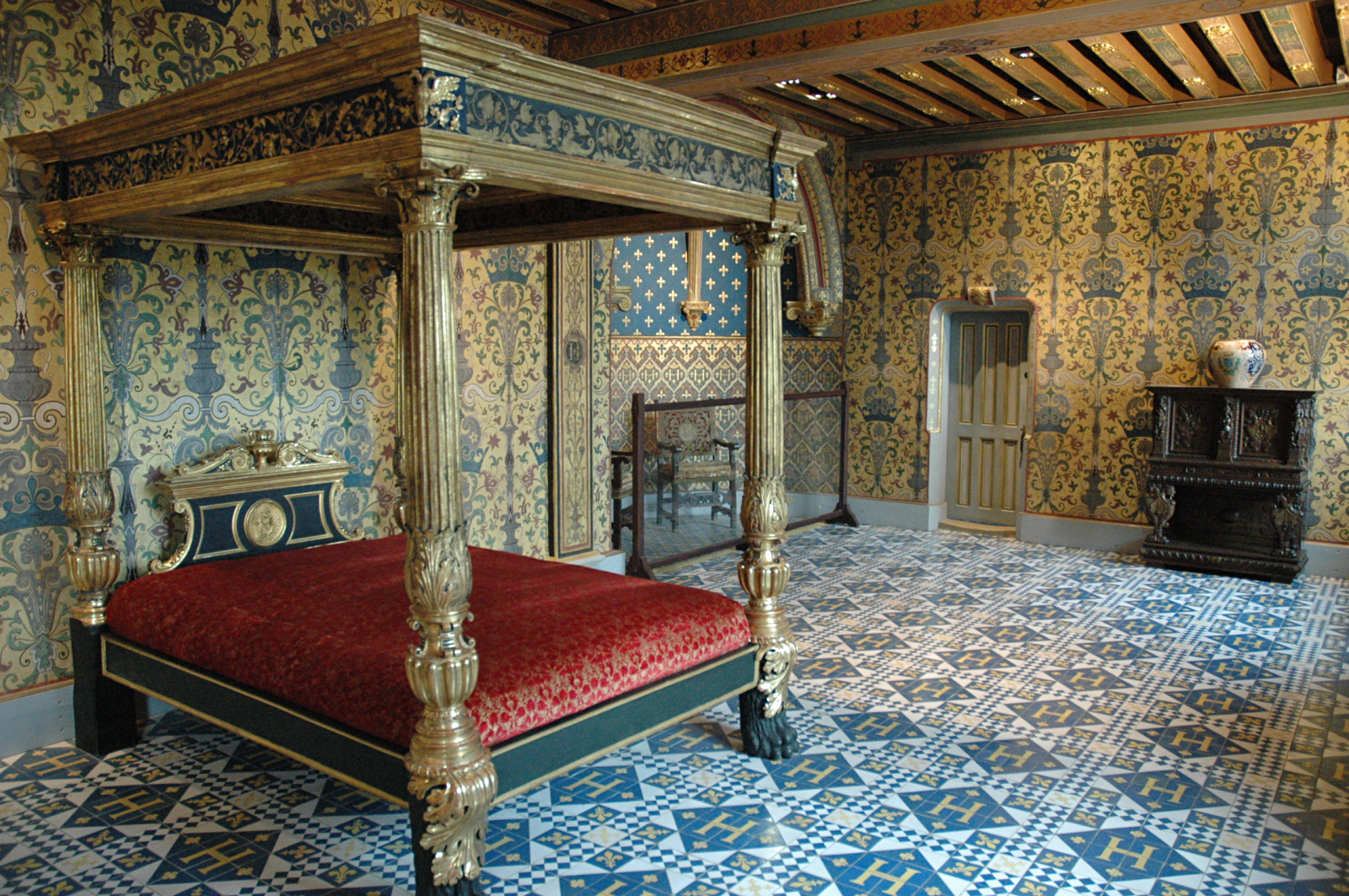
Das Schlafzimmer des Königs

Das erste Geschoss beheimatet die einstigen Appartements der französischen Königin. Katharina von Medici starb dort 1589. Zwei besonders bekannte Räume in dieser Etage sind das Oratorium der Königin mit Glasfenstern von Claudius Lavergne, der auch die ersten Fenster der Kapelle Saint-Calais gestaltete, sowie das sogenannte Kabinett der Königin. Letzteres ist ein Raum mit Kassettendecke und einer etwa um 1520 zu datierenden Täfelung, die aus 237 einzelnen Holztafeln besteht. Diese sind aufwändig geschnitzt und teilweise sogar mit Gold bemalt. Über Pedale in der Fußleiste lassen sich zudem vier Geheimfächer in der Wand öffnen. Seit der Veröffentlichung von Alexandre Dumas’ Roman La Reine Margot, in denen der Autor die Wandfächer als geheime Aufbewahrungsorte Katharinas von Medici für Giftampullen beschrieb, hält sich hartnäckig das Gerücht, dass diese Verwendungsart als Giftschrank den Tatsachen entsprochen habe. In der Realität wurden sie jedoch vielmehr als Aufbewahrungsort für wertvolle Kunstgegenstände, wichtige Dokumente und Bücher genutzt. Der Raum ist das einzige Renaissance-Kabinett dieser Art, das in Frankreich erhalten ist. Die Gestaltung des Fußbodens, der Decke und des Kamins wurden durch Vorbilder im Ballsaal des Schlosses Fontainebleau inspiriert.
Das zweite Geschoss des Flügels wird von den Appartements des Königs eingenommen. Auf dieser Etage ließ Heinrich III. im Dezember 1588 seinen politischen Widersacher, den Herzog von Guise, ermorden. Deshalb ist das königliche Schlafzimmer auch der bekannteste Raum des Geschosses, obwohl der heutige Raum durch weitreichende Umgestaltungen im 19. Jahrhundert mit großer Wahrscheinlichkeit nicht der Ort des damaligen Attentats ist. Der heutige Salle des Guise erinnert mit seinen zahlreichen Gemälden zur Geschichte des Attentats an dieses historische Ereignis.

### Flügel Gastons d’Orléans

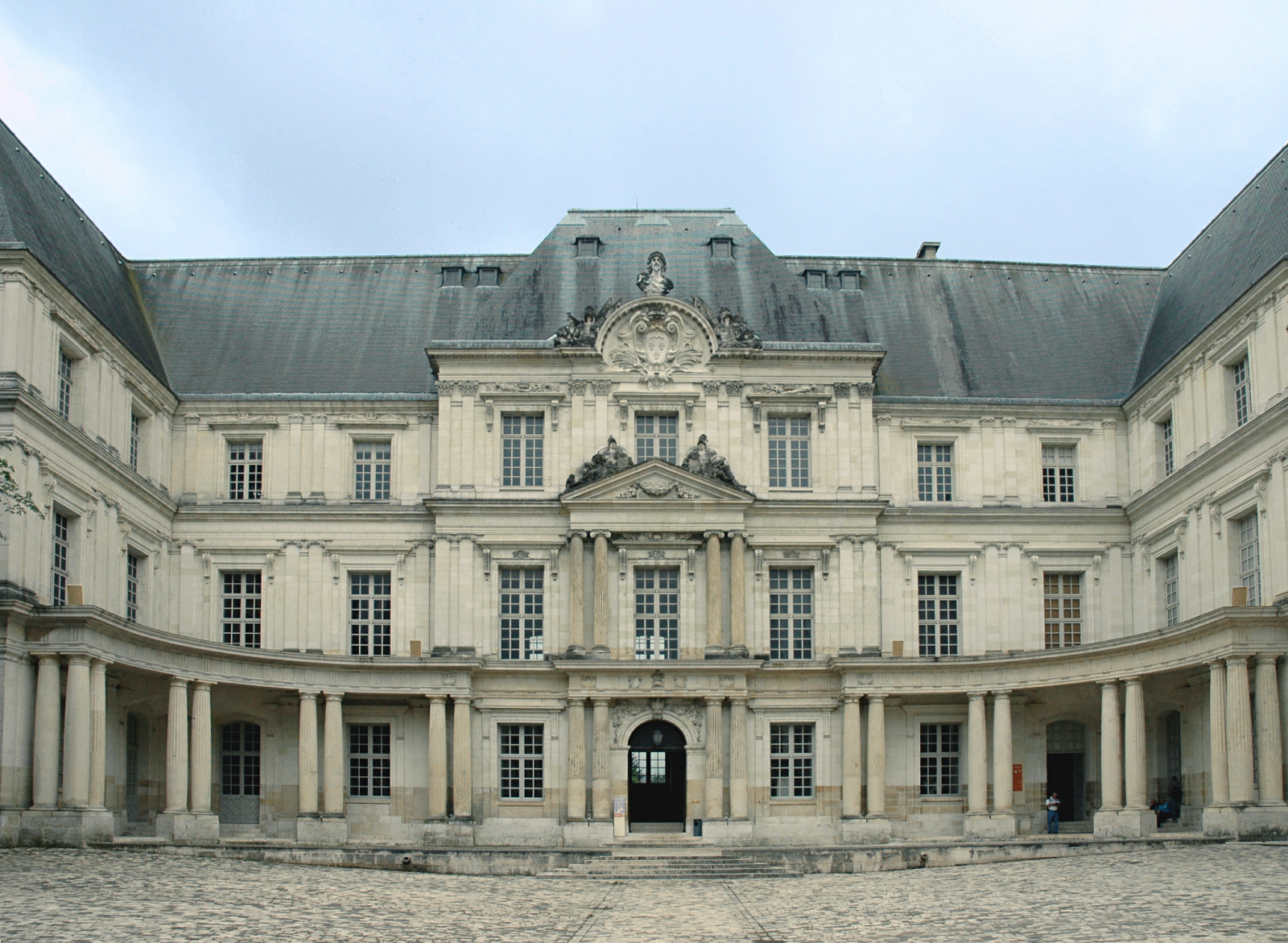
Mittelrisalit mit Portal und Doppelsäulenkolonnaden des Flügels Gastons d’Orléans

Der in der ersten Hälfte des 17. Jahrhunderts von François Mansart für den Bruder des Königs und Herzog von Orléans errichtete Flügel Gastons d’Orléans erscheint im Stil des frühen französischen Klassizismus. Es ist der ausgeführte Teil einer durch Mansart erfolgten Neu- und Umplanung des gesamten Schlosskomplexes, die jedoch nicht vollständig realisiert wurde.
Der dreigeschossige Flügel mit Mansarddach besitzt hofseitig einen Mittelrisalit, dem sich zwei kurze Seitenflügel anschließen. Revolutionär und den späteren französischen offiziellen Baustil bestimmend (etwa die Ostfassade des Louvre) ist der Einsatz sogenannter Doppelsäulen im Erdgeschoss, die sich in zwei seitlichen halbrunden Kolonnaden – konkav von den Seitenpavillons kommend – der Gebäudemitte nähern. Alle Geschosse des Mittelrisalits sind gleichfalls mit Säulen versehen. Ihre Gestaltung entspricht von unten nach oben der klassischen Säulenfolge: dorisch, ionisch, korinthisch. Das zweite Geschoss des Mittelrisalits wird durch einen Dreiecksgiebel bestimmt. Ihm folgt im dritten Geschoss ein Rundgiebel mit dem Wappen Gastons d’Orléans, der von einer Büste des Bauherrn bekrönt wird. Sie ist eine Kopie von 1915, die von dem Bildhauer Alfred Halou gefertigt wurde und das während der Französischen Revolution zerstörte Original von Jacques Sarrazin ersetzt. Die übrigen Figuren und Skulpturen des Flügels stammen ebenfalls aus der Werkstatt Sarrazins oder aus der seines Zeitgenossen Simon Guillain. Die Fassade war in ihrer monumentalen Schlichtheit Vorbild für weitere Bauten der Krone, die bis hin zum Schloss Compiègne an einem relativ einfachen, aber trotzdem beeindruckenden Dekor festhielt.
Das Treppenhaus ist als sogenanntes französisches Treppenhaus gestaltet, das heißt aus zwei Rampen bestehend und gänzlich im Gebäudekorpus integriert. Es verläuft über die Höhe aller drei Geschosse und ist im oberen Stockwerk von einer reich verzierten, runden Kuppel abgeschlossen, die sich über einer viereckigen Deckenöffnung erhebt. Allerdings handelt es sich bei der Treppe nicht um ein Original aus der Zeit Mansarts, denn sie wurde erst 1932 nach dem Vorbild des ebenfalls von Mansart gestalteten Treppenhauses im Schloss Maisons-Laffitte gebaut.

### Gebäude in den ehemaligen Gärten
Von den ehemaligen Gartenanlagen des Schlosses ist mit Ausnahme zweier Gebäude nichts mehr erhalten.
Im sogenannten Pavillon der Anne de Bretagne ist heute das Fremdenverkehrsbüro der Stadt Blois beheimatet. Ursprünglich war er das Belvedere des Schlossgartens. Der dreigeschossige Bau aus Backsteinen mit hellen Eckquaderungen aus Naturstein vom Beginn des 16. Jahrhunderts besitzt ein polygonales Schieferdach. Seinem achteckigen, zentralen Baukörper mit einem Durchmesser von 7,85 Metern schließen sich vier kurze Flügel an, die nach den Himmelsrichtungen ausgerichtet sind. Im östlichen Flügel befindet sich ein Oratorium. Die Steinbalustrade des Pavillons ist mit Maßwerk und den Initialen Ludwigs XII. und Anne de Bretagnes dekoriert.
Dem Pavillon schließt sich östlich ein Fachwerkbau an, der früher als Orangerie diente und heute ein Restaurant beheimatet. Das Gebäude ist vermutlich die erste Orangerie Frankreichs.

## Heutige Nutzung

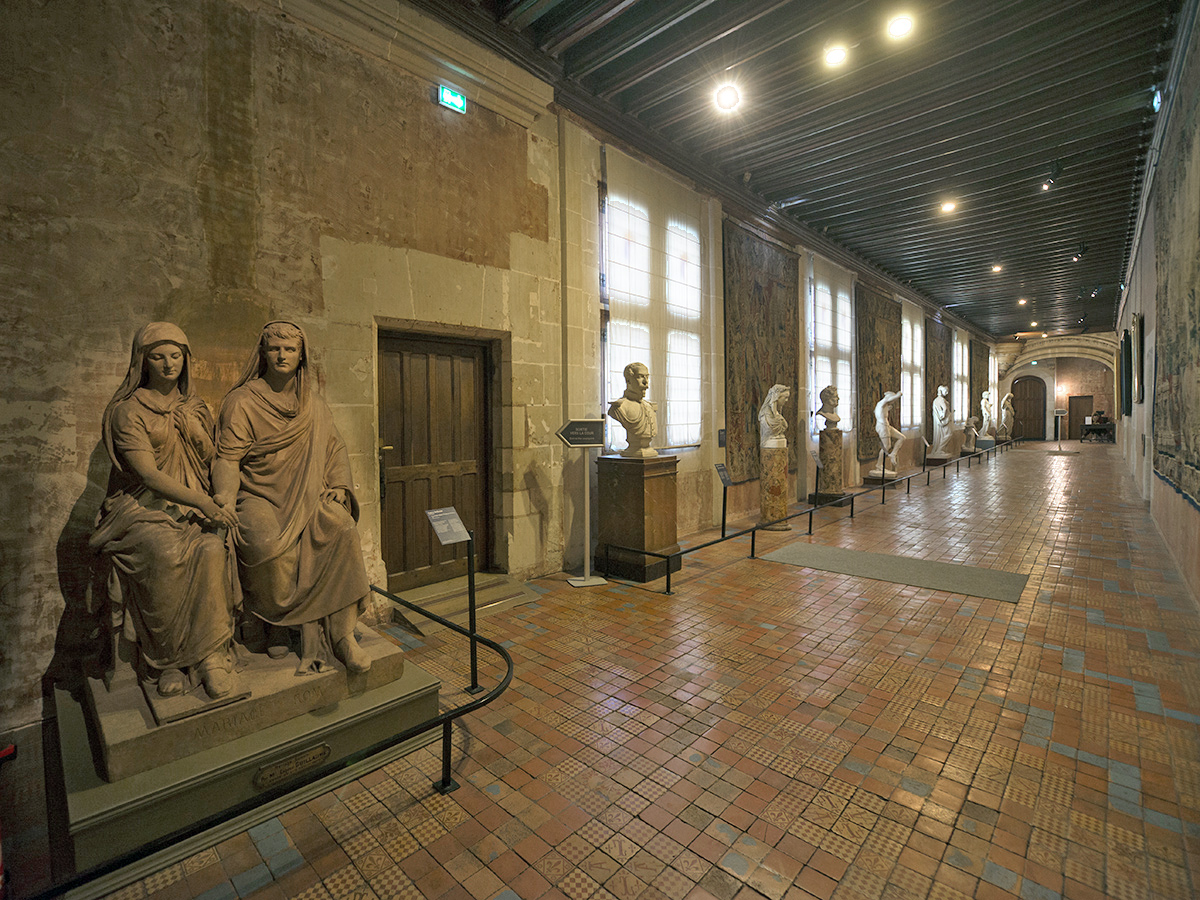
Ausstellung im Musée des Beaux-arts

Seit der Restaurierung Ende des 19. Jahrhunderts wird das Schloss Blois als Museum genutzt. Im Obergeschoss des Flügels Ludwigs XII. befindet sich heute das 1850 gegründete Musée des Beaux-arts, das Kunstmuseum der Stadt Blois. Zu seinen Exponaten gehören unter anderem zahlreiche Skulpturen und Gemälde des 16. bis 19. Jahrhunderts – darunter Werke aus der Schule von Fontainebleau – sowie eine Sammlung wertvoller Tapisserien. Im ersten Geschoss des Flügels ist zudem eine Gemäldegalerie mit 39 Porträts aus dem 17. und 18. Jahrhundert beheimatet, die wichtige Persönlichkeiten und Mitglieder des französischen Königshofs zeigen.
Im Erdgeschoss des Flügels Franz’ I. ist heute das Musée archéologique et Musée lapidaire untergebracht. Es zeigt Fundstücke von Grabungen, die unter anderem im Schlossareal durchgeführt wurden, und originalen Skulpturenschmuck des Schlosses, der bei den Restaurierungsarbeiten im 19. Jahrhundert nicht wieder verwendet wurde. Darüber hinaus sind dort Repliken von Einrichtungsstücken zu sehen, deren Vorbilder aus einer Zeitspanne stammen, die in der gallorömischen Zeit beginnt und bis zum Mittelalter reicht.